# استخراج الفحم

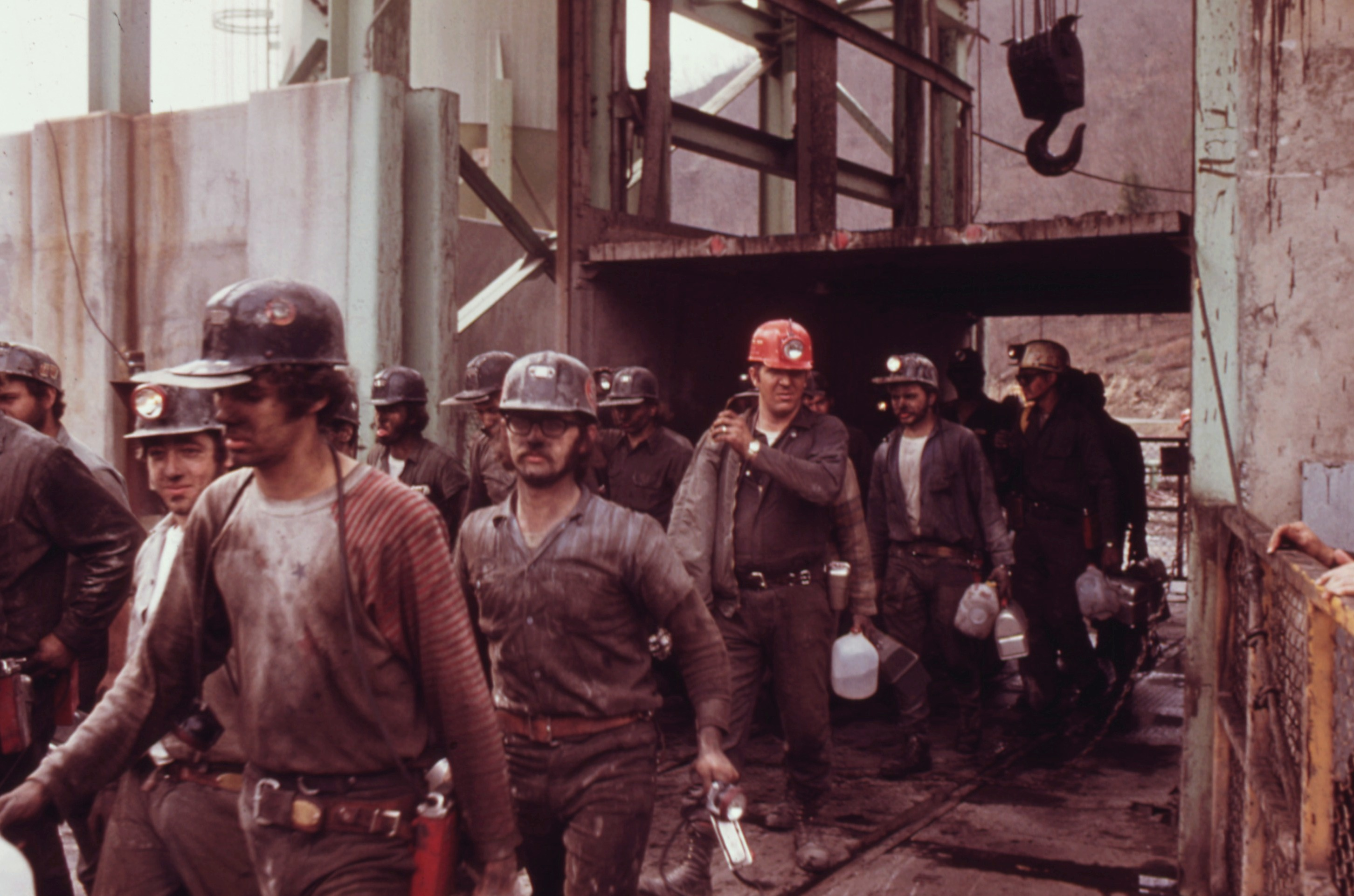
عمال مناجم الفحم يغادرون منجم أمريكيا في نهاية نوبة (1971)

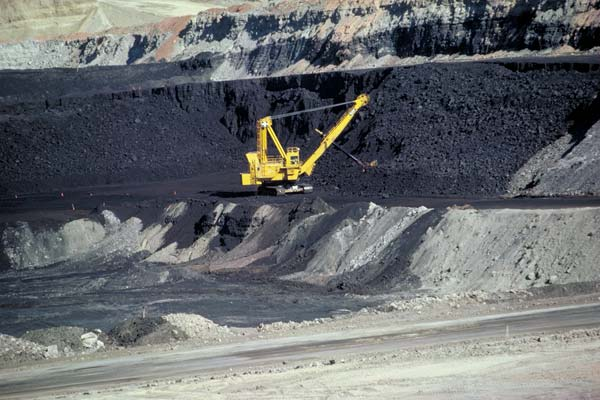
استخراج الفحم السطحية في وايومنغ في الولايات المتحدة.

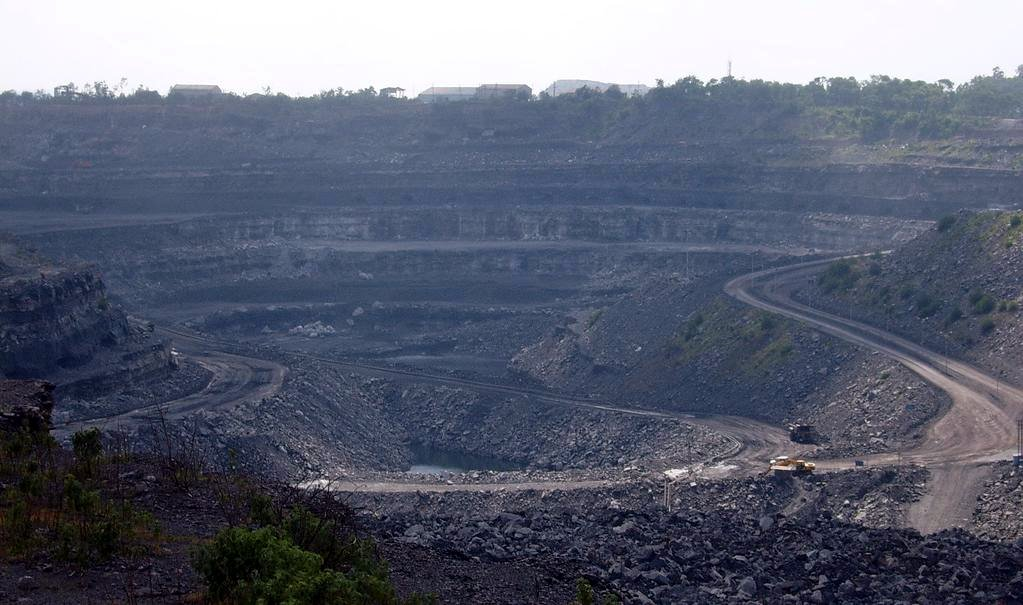
منجم فحم في بيهار بالهند.

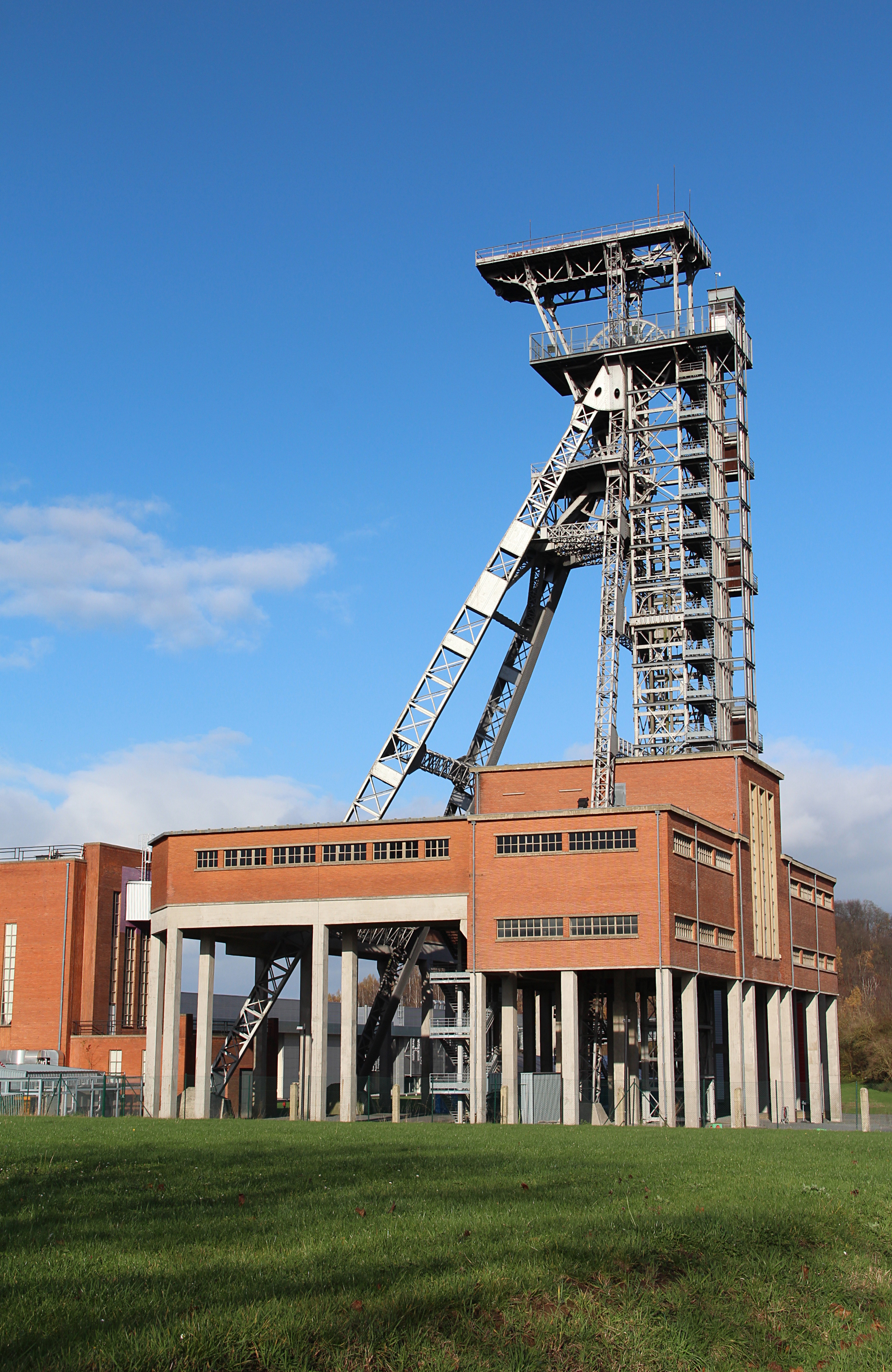
منجم للفحم في فرامريز بلجيكا.

تعدين الفحم هو عملية استخراج الفحم من الأرض ويتم تقدير الفحم لمحتوى الطاقة ومنذ ثمانينيات القرن التاسع عشر تم استخدامه على نطاق واسع لتوليد الكهرباء. وتستخدم صناعات الصلب والإسمنت الفحم كوقود لاستخراج الحديد من خام الحديد وإنتاج الإسمنت في المملكة المتحدة وجنوب أفريقيا. منجم الفحم الهياكل تكون تحت سطحي أو الهياكل فوق الأرض في أستراليا، يشير «كولييري» عموما إلى منجم فحم تحت الأرض. في الولايات المتحدة «كوليري» استخدمت لوصف عملية مناجم الفحم ولكن في الوقت الحاضر كلمة لا تستخدم عادة.
وكان لتعدين الفحم تطورات كثيرة خلال السنوات الأخيرة منذ الأيام الأولى لعمل الانفاق والحفر واستخراج الفحم يدويا على العربات إلى قطع كبيرة مفتوحة ومناجم طويلة ويتطلب التعدين على هذا المقياس استخدام خطوط السحب والشاحنات والناقلات والرافعات الهيدروليكية وأجهزة القص.

## التاريخ

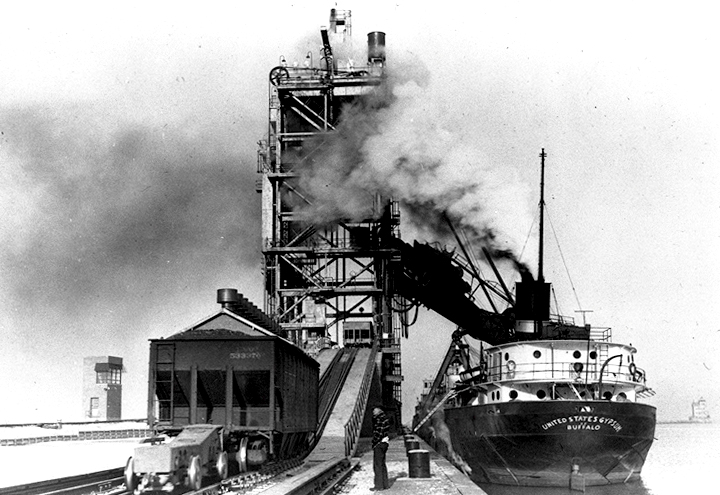
وقد استخدمت السفن لنقل الفحم منذ العصر الروماني.

يعود التعدين صغير النطاق للرواسب السطحية إلى آلاف السنين وعلى سبيل المثال رومان بريطانيا كان الرومان[ ؟ ]يستغلون معظم حقول الفحم الرئيسية بحلول أواخر القرن الثاني الميلادي.
الثورة الصناعية التي بدأت في بريطانيا في القرن الثامن عشر وانتشرت لاحقا إلى أوروبا القارية وأمريكا الشمالية واستندت على توافر الفحم لمحركات البخار السلطة وتوسعت التجارة الدولية بسرعة عندما تم بناء محركات البخار التي تعمل بالبخار من أجل السكك الحديدية والبواخر.
حتى أواخر القرن التاسع عشر كان الفحم يتم استخراجه تحت الأرض باستخدام بيك ومجرفة وغالبا ما كان الأطفال يعملون تحت الأرض في ظروف خطرة. تم إدخال آلات قطع الفحم في 1880s. وبحلول عام 1912 أجري التعدين السطحي باستخدام مجارف البخار المصممة لتعدين الفحم.

## طرق الاستخراج
الطريقة الأكثر اقتصادا لاستخراج الفحم من طبقات الفحم تعتمد على عمق ونوعية طبقات والجيولوجيا والعوامل البيئية. وتختلف عمليات استخراج الفحم عما إذا كانت تعمل على السطح أو تحت الأرض، العديد من الفحم المستخرج من المناجم السطحية وتحت الأرض يتطلب الغسيل في مصنع لإعداد الفحم. يتم تقييم الجدوى الفنية والاقتصادية على أساس ما يلي: الظروف الجيولوجية الإقليمية؛ الخصائص المفرطة؛ الفحم التماس الاستمرارية، سمك، هيكل، الجودة، وعمق؛ قوة المواد فوق وتحت السطح وظروف الأرض والتضاريس (وخاصة الارتفاع والمنحدر)؛ مناخ؛ ملكية الأراضي لأنها تؤثر على توافر الأراضي للتعدين والوصول؛ أنماط الصرف السطحية؛ ظروف المياه الجوفية؛ توافر العمالة والمواد؛ متطلبات المشترين الفحم من حيث الحمولة والجودة والوجهة؛ ومتطلبات الاستثمار الرأسمالي.
التعدين السطحي والتعدين العميق تحت الأرض هما الطريقتان الأساسيتان للتعدين. ويعتمد اختيار طريقة التعدين أساسا على عمق وكثافة والرسوبيات التي فوقها وسمك طبقة الفحم طبقات قريبة نسبيا من السطح في أعماق أقل من حوالي 180 قدم (50 م) وعادة ما تكون سطح المنجم.
والفحم الذي يحدث على عمق يتراوح بين 180 و 300 قدم (50 إلى 100 متر) عادة ما يكون تعدين عميقا، ولكن في بعض الحالات يمكن استخدام تقنيات التعدين السطحية على سبيل المثال يتم استخراج بعض فحم غرب الولايات المتحدة التي تحدث في أعماق تزيد على 200 قدم (60 م) بواسطة طرق حفرة مفتوحة وذلك بسبب سمك التماس 60-90 قدم (20-30 م). وعادة ما يكون الفحم الذي يقل عن 300 قدم (100 متر) منجم عميق. ومع ذلك، هناك عمليات التعدين حفرة مفتوحة تعمل على طبقات الفحم تصل إلى 1000-1500 قدم (300-450 م) تحت مستوى سطح الأرض، على سبيل المثال تاجباو هامباش في ألمانيا.

### التعدين السطحي

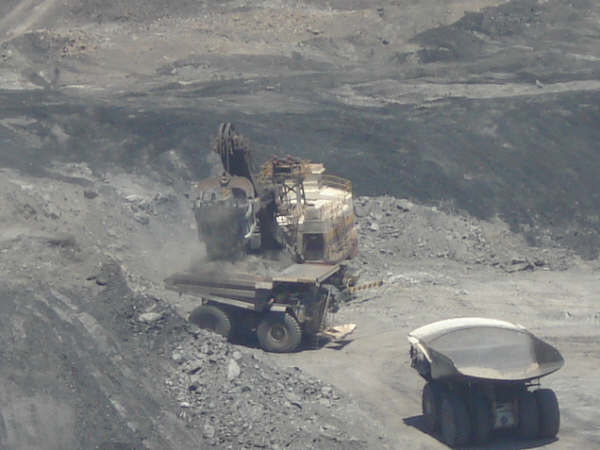
شاحنات محملة بالفحم في منجم سيريجون للفحم في كولومبيا

وعندما تكون طبقات الفحم قريبة من السطح وقد يكون من المستبعد استخراج الفحم باستخدام قطع مفتوحة (يشار إليها أيضا بطرق التعدين المصبوبة أو الحفرة المفتوحة أو إزالة سطح الجبل أو الشريط). ويستخرج الفحم عن طريق التعدين السطحي بنسبة أكبر من رواسب الفحم من الطرق تحت الأرض حيث يمكن استغلال المزيد من طبقات الفحم في الطبقات. ويمكن أن تشمل هذه المعدات ما يلي: دراغلينس التي تعمل عن طريق إزالة عبوات، ومضخات السلطة، والشاحنات الكبيرة التي النقل الروسب التي تعلو الفحم، حفارات، والناقلات. وفي طريقة التعدين هذه تستخدم المتفجرات أولا من أجل اختراق السطح أو الأوفربردن في منطقة التعدين ثم يتم إزالة العبء الزائد عن طريق السحب أو المجرفة والشاحنة مرة واحدة يتم الكشف عن طبقة الفحم ويتم حفرها وكسر واستخراجها بدقة في شرائط ثم يتم تحميل الفحم على شاحنات كبيرة أو ناقلات لنقل إما إلى مصنع لإعداد الفحم أو مباشرة إلى حيث سيتم استخدامها.
.معظم المناجم المفتوحة في الولايات المتحدة تستخرج الفحم الحجري. في كندا واستراليا وجنوب أفريقيا يستخدم التعدين السطحي لكل من الفحم الحرارية والمعدنية وفي نيو ساوث ويلز التعدين السطحى لاستخراج فحم الأنثراسايت ويشكل التعدين السطحي حوالي 80 في المئة من الإنتاج في أستراليا في حين أنه يستخدم في الولايات المتحدة لنحو 67 في المئة من الإنتاج وعلى الصعيد العالمي حوالي 40 في المئة من إنتاج الفحم ينطوي على التعدين السطح.

#### قطاع التعدين
قطاع التعدين يكشف الفحم عن طريق إزالة الأرض فوق كل طبقات الفحم. ويشار إلى هذه الأرض على أنها أثقل ويتم إزالتها في شرائط طويلة وتودع تلك الوراسب من الشريط الأول في منطقة خارج منطقة التعدين المخطط لها ويشار إليها بالإغراق خارج الحفرة وتودع العبء الثقيل من الشرائط اللاحقة في الفراغ الأيسر من تعدين الفحم وأثقل من الشريط السابق ويشار إلى ذلك بالإغراق في الحفرة.
وكثيرا ما يكون من الضروري تفتيت تلك الأثقل باستخدام المتفجرات ويتم ذلك من خلال حفر ثقوب في الأثقل وملء الثقوب بالمتفجرات وتفجير المتفجرات ثم يتم إزالة تلك الأثقل وذلك باستخدام معدات كبيرة تتحرك الأرض مثل جر، مجرفة والشاحنات، حفارة وشاحنات، أو دلو عجلات والناقلات ويتم وضع هذه الأثقل في الشريط المستخرجه سابقا (والآن فارغة) الشريط. عندما تتم إزالة كل الأثقل سيتم عرض التماس طبقة الفحم الأساسية («كتلة» الفحم). ويمكن حفر هذه الكتلة من الفحم وتنظيفها (إذا كانت صلبة) أو تحميلها على شاحنات أو ناقلات لنقلها إلى مصنع إعداد الفحم (أو غسله) مرة واحدة هذا الشريط هو فارغ من الفحم وتكرر هذه العملية مع قطاع جديد يجري إنشاؤها بجانبه، وهذه الطريقة هي الأكثر ملاءمة للمناطق ذات التضاريس المسطحة.
تعتمد المعدات الواجب استخدامها على الظروف الجيولوجية وعلى سبيل المثال لإزالة الأثقال التي هي غير ملتصقة أو موحدة. حفارة ذات العجلات دلو قد تكون الأكثر إنتاجية وقد تكون حياة بعض المناجم في المنطقة أكثر من 50 عاما.

#### التعدين الكنتورى
تتكون طريقة الكنتور في التعدين في إزالة الأثقل عن طبقة الفحم في نمط يتبع الملامح على طول التلال أو حول التلال وهذا الأسلوب هو الأكثر شيوعا في المناطق مع المتداول إلى التضاريس شديدة الانحدار وكان من الشائع مرة واحدة أن يودع الإفساد على الجانب المنحدر من مقاعد البدلاء وبالتالي خلق ولكن هذا الأسلوب من التخلص من التلف استهلكت الكثير من الأراضي الإضافية وخلق الانهيارات الأرضية الشديدة والتآكل وللتخفيف من حدة هذه المشاكل تم وضع مجموعة متنوعة من الأساليب لاستخدام العبء الطازج المقطوع لإعادة ملء المناطق الملغومة. وعادة ما تتكون طرق النقل الخلفي أو الجانبي هذه من قطع أولي مع التفسد المفسد أو في بعض المواقع الأخرى وتفسد من القطع الثاني إعادة تعبئة الأول. وغالبا ما يتم ترك الحافة من المواد الطبيعية دون عائق 15 إلى 20 قدم (5-6 م) واسعة عمدا على الحافة الخارجية للمنطقة التعدينية وهذا الحاجز يضيف الاستقرار إلى المنحدر المستصلحة عن طريق منع الإفساد من الانحدار أو الانزلاق إلى أسفل.
القيود على التعدين الكنتوري على حد سواء الاقتصادية والتقنية وعندما تصل العملية إلى نسبة تجريد محددة سلفا (طن من العبء الثقيل / طن من الفحم)، فإنه ليس من المربح أن يستمر اعتمادا على المعدات المتاحة وقد لا يكون من الممكن تقنيا تجاوز ارتفاع معين من الهايوال عند هذه النقطة فمن الممكن لإنتاج المزيد من الفحم مع طريقة أوجيرينغ حيث حفر مثاقب تتحمل الأنفاق إلى جدار مرتفع أفقيا من المقاعد لاستخراج الفحم دون إزالة العبء الثقيل.

#### إزالة قمم الجبال للتعدين
يعد تعدين الفحم على سطح الجبل ممارسة تعدين سطحية تنطوي على إزالة قمم الجبال لكشف طبقات الفحم، والتخلص من التعدين المرتبط بها الذي يثقل كاهلها في «وادي الوادي» المجاور وتملأ الوادي في تضاريس شديدة الانحدار حيث توجد بدائل محدودة للتخلص منها.
إزالة قمم الجبال يجمع بين المساحة وطرق التعدين الكنتورى في المناطق ذات التضاريس المتساقطة أو شديدة الانحدار مع طبقة الفحم الذي تقع بالقرب من قمة التلال أو التل وتتم إزالة الجزء العلوي بأكمله في سلسلة من التخفيضات المتوازية. توضع الأثقال في الوديان المجاورة والأجواف هذه الطريقة عادة ما تترك التلال كهضبة بالارض. وهذه العملية مثيرة للجدل إلى حد كبير للتغيرات الجذرية في الطوبوغرافيا وممارسة إنشاء رأس الجوف أو ملء الوديان مع الحطام التعدين وتغطية تيارات وتعطيل النظم الإيكولوجية.
يتم وضع النفايات على رأس وادي ضيق حاد من جانب أو جوفاء واستعدادا لملء هذه المنطقة تتم إزالة الغطاء النباتي والتربة واستنزاف الصخور التي شيدت في منتصف المنطقة المراد شغلها حيث كانت توجد دورة تصريف طبيعية موجودة سابقا عند اكتمال التعبئة سوف يشكل هذا النقص نظام جريان مياه مستمر من الطرف العلوي من الوادي إلى الطرف الأدنى من التعبئة وتصنف الحشوات النموذجية ذات الرأس المجوف وتتدرج لإنشاء منحدرات مستقرة بشكل دائم. [6].

### تعدين تحت الأرض

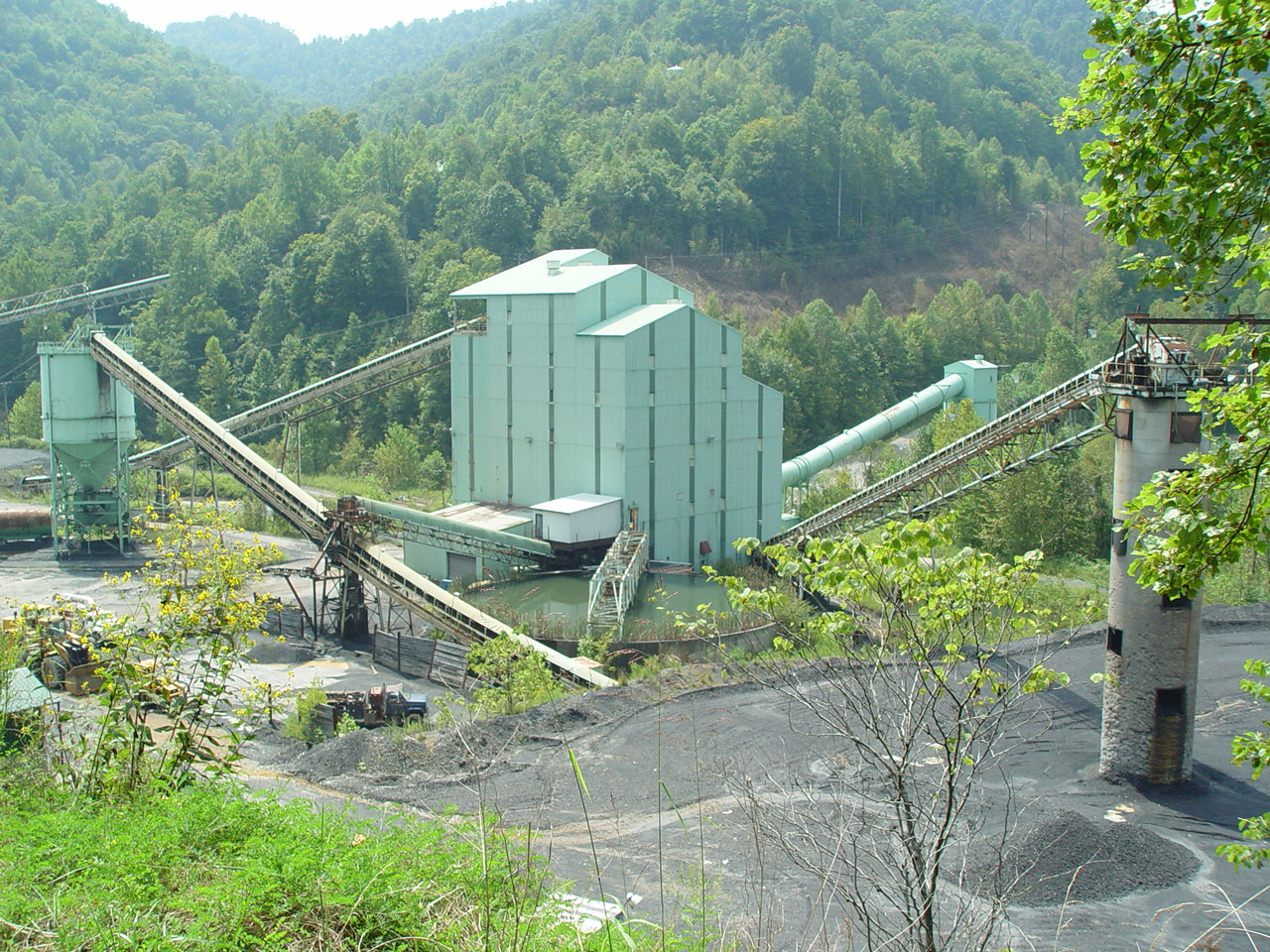
غسل الفحم للنبات داخل مقاطعة كلاي كنتاكي

معظم طبقات الفحم عميقة جدا تحت الأرض للتعدين السطحى وتتطلب التعدين تحت الأرض وهي الطريقة التي تمثل حاليا نحو 60 في المئة من إنتاج الفحم في العالم. في التعدين العميق الغرفة والركيزة أو بورد وطريقة عمود تقدم على طول الطبقة في حين تركت الأعمدة والأخشاب واقفا لدعم سقف المنجم وبمجرد أن تطورت المناجم أدت بالأعمدة إلى نقطة توقف (تقتصر على الجيولوجيا أو التهوية أو الاقتصاد) بدأت عادة نسخة تكميلية من التعدين في الغرف والأعمدة يطلق عليها التعدين الثاني أو التراجع ويقوم عمال المناجم بإزالة الفحم في الأركان وبالتالي يتعافى قدر الإمكان من الفحم من طبقة الفحم وتسمى منطقة العمل التي تنطوي على الاستخراج عمود.
تستخدم أقسام العمود الحديثة المعدات التي يتم التحكم فيها عن بعد بما في ذلك المساند الكبيرة للهاتف المتحرك الهيدروليكي والتي يمكن أن تمنع الكهوف حتى يترك عمال المناجم ومعداتهم منطقة عمل ودعم سقف المحمول مماثلة لجدول كبير كغرفة الطعام ولكن مع الرافعات الهيدروليكية للساقين وبعد أن تم استخلاص أعمدة الفحم الكبيرة بعيدا تقصير أرجل دعم السقف المتحرك وتسحب إلى منطقة آمنة وينهار سقف المنجم عادة عندما يدعم سقف المحمول ترك منطقة.

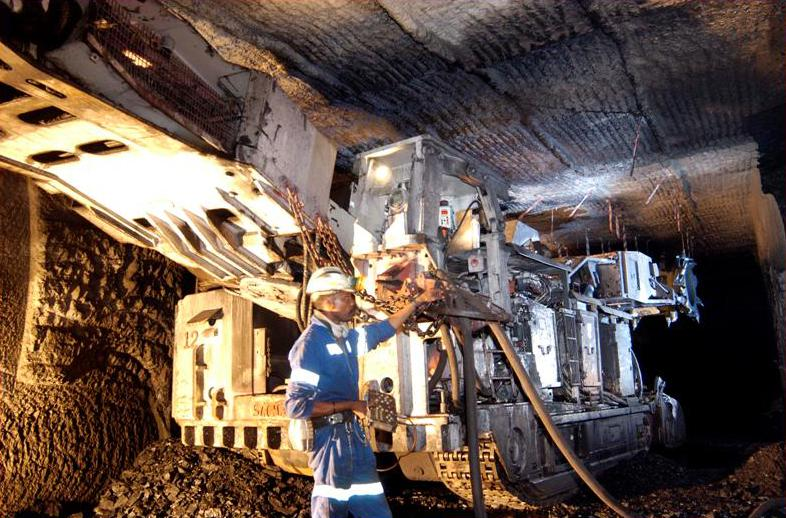
joy HM21 عن بعد في المناجم المستمر المستخدمة تحت الأرض

وهناك ست طرق رئيسية للتعدين تحت الأرض:
- ويمثل التعدين في الجدران الطويلة حوالي 50 في المائة من الإنتاج تحت الأرض وإن ماكينة القص الطويلة لونغوال لها وجه 1000 قدم (300 متر) أو أكثر بل هو آلة متطورة مع طبل الدورية التي تتحرك ميكانيكيا ذهابا وإيابا عبر التماس الفحم واسعة ويسقط الفحم المخفف على ناقل سلسلة مدرعة أو خط عموم يأخذ الفحم إلى الحزام الناقل لإزالته من منطقة العمل وأنظمة لونغوال لها دعم سقف الهيدروليكية الخاصة التي تقدم مع الجهاز كما تقدم التعدين. كما تتحرك معدات التعدين لونغوال إلى الأمام ويسمح الصخور المغمورة التي لم يعد يدعمها الفحم لتخلف وراء العملية بطريقة تسيطر عليها. الدعم يجعل من الممكن مستويات عالية من الإنتاج والسلامة. وتكشف أجهزة الستشعار عن مدى بقاء الفحم في التماس بينما تعزز الضوابط الإنسانية الكفاءة وتتيح أنظمة لونغوال معدل استرداد الفحم من 60 إلى 100 في المائة عندما تسمح الجيولوجيا المحيطة باستخدامها مرة واحدة يتم إزالة الفحم، وعادة 75 في المئة من القسم، ويسمح سقف الانهيار بطريقة آمنة.[5]
- التعدين المستمر يستخدم آلة التعدين المستمر مع طبل صلب دورية كبيرة مجهزة كربيد التنغستن يختار أن كشط الفحم من الطبقة تعمل في «غرفة وعمود» (المعروف أيضا باسم «بورد وعمود») النظام حيث ينقسم المنجم إلى سلسلة من 20 إلى 30 قدم (5-10 متر) «غرف» أو مناطق العمل مقطعة إلى الفحم يمكن ان نستخرج ما يصل إلى 14 طنا من الفحم في الدقيقة أكثر من الألغام غير الميكانيكي من 1920s سوف تنتج في يوم كامل. ويمثل عمال المناجم المستمرون نحو 45 في المائة من إنتاج الفحم تحت الأرض ناقلات نقل الفحم إزالة من التماس ويستخدم عمال المناجم المستمرون عن بعد في العمل في مجموعة متنوعة من الطبقات والظروف الصعبة وأصبحت النسخ الروبوتية التي تسيطر عليها الحواسيب شائعة على نحو متزايد والتعدين المستمر هو تسمية خاطئة حيث أن تعدين الفحم في الغرف والركائز دائري جدا وفي الولايات المتحدة يمكن للمرء أن قطع عموما 20 قدم أو 6 أمتار (أو أكثر قليلا مع تصريح مشا) 12 مترا أو ما يقرب من 40 قدم في جنوب أفريقيا قبل أن يذهب منجم المستمر والسقف هو معتمد من قبل بولتر سقف) والوجه يجب أن يتم خدمتها قبل أن يمكن أن تقدم مرة أخرى أثناء الخدمة ويتحرك عامل التعدين «المستمر» إلى وجه آخر ويمكن لبعض عمال المناجم المتواصلين أن يرسبوا وجهه (مكونان رئيسيان للخدمة) أثناء قطع الفحم، في حين أن الطاقم المدرب قد يكون قادرا على النهوض بالتهوية، لكي يكسب حقا التسمية «المستمرة» ومع ذلك فإن عدد قليل جدا من الألغام قادر على تحقيق ذلك. معظم آلات التعدين المستمر في الاستخدام في الولايات المتحدة تفتقر إلى القدرة على الترباس والغبار وقد يرجع ذلك جزئيا إلى أن دمج المسمار يجعل الآلات أوسع، وبالتالي أقل قدرة على المناورة.[بحاجة لمصدر]
- ويتكون التعدين في الغرف والأعمدة من رواسب الفحم التي يتم استخلاصها عن طريق قطع شبكة من الغرف في التماس الفحم. ركائز الفحم تركت وراءها من أجل الحفاظ على السقف ويمكن أن تشكل الركائز ما يصل إلى أربعين في المئة من مجموع الفحم في التماس، ولكن حيثما كان هناك مساحة لمغادرة الفحم في الرأس والأرض هناك أدلة من الحفريات الزهر المفتوحة الأخيرة أن مشغلي القرن ال 18 استخدموا مجموعة متنوعة من تقنيات الغرف والأعمدة لإزالة 92 في المئة من الفحم في الموقع ومع ذلك يمكن استخراج هذا في مرحلة لاحقة (انظر التعدين تراجع).[5]
- التعدين الانفجاري أو التعدين التقليدي وهو ممارسة قديمة تستخدم المتفجرات مثل الديناميت لتفريق التماس الفحم وبعد ذلك يتم جمع الفحم وتحميلها على السيارات المكوكية أو الناقلات لإزالتها إلى منطقة التحميل المركزية وتتكون هذه العملية من سلسلة من العمليات التي تبدأ ب «قطع» الفحم بحيث يمكن كسره بسهولة عندما ينفجر بالمتفجرات هذا النوع من التعدين يمثل أقل من 5 في المئة من إجمالي الإنتاج تحت الأرض في الولايات المتحدة اليوم.[بحاجة لمصدر]
- التعدين في الجدران القصيرة وهي طريقة حاليا تمثل أقل من 1 في المئة من إنتاج الفحم العميق وينطوي على استخدام آلة التعدين المستمر مع دعم سقف المنقولة على غرار لونغوال أما المقصات المستمرة للفحم فتتراوح بين 150 و 200 قدم (40 إلى 60 مترا)، وأكثر من نصف ميل (1 كم) مع مراعاة عوامل مثل الطبقات الجيولوجية.[بحاجة لمصدر]
- التراجع في التعدين هو الطريقة التي يتم فيها استخلاص الأعمدة أو أضلاع الفحم التي تستخدم لتثبيت سطح المنجم مما يسمح لسقف المنجم بالانهيار حيث يعمل التعدين مرة أخرى نحو المدخل وهذا هو واحد من أخطر أشكال التعدين بسبب عدم القدرة على التنبؤ تماما عندما ينهار السقف وربما سحق أو فخ العمال في المنجم.[بحاجة لمصدر]

## الإنتاج

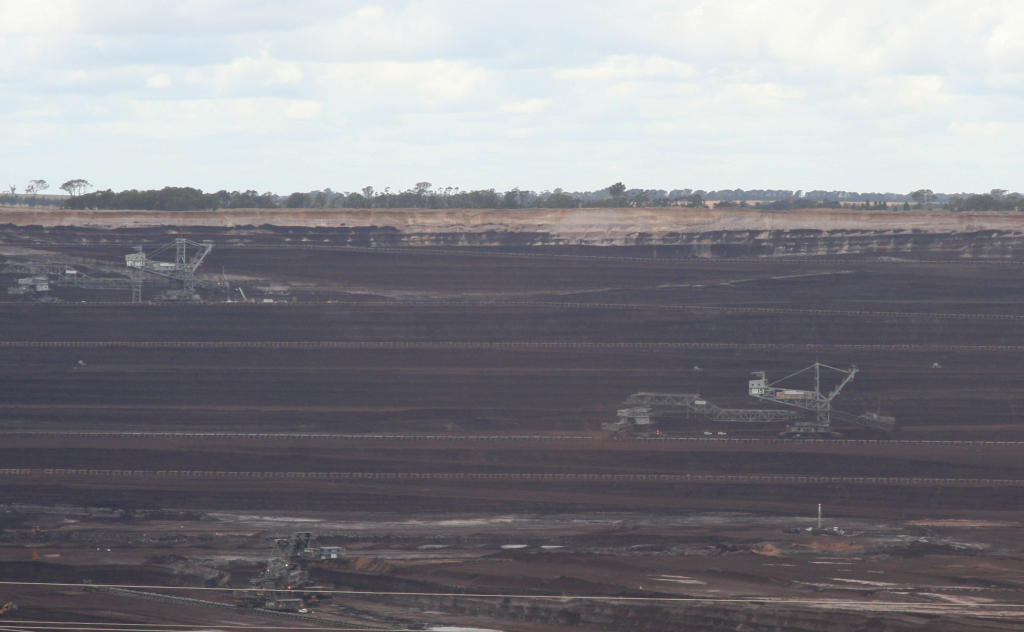
منجم فحم في استراليا

ويتم استخلاص الفحم تجاريا في أكثر من 50 بلدا ويتم إنتاج أكثر من 7,036 طن متري / سنة من الفحم الصلب في عام 2007 وهي زيادة كبيرة على مدى السنوات ال 25 الماضية. في عام 2006 كان الإنتاج العالمي من الفحم البني (اللجنيت) أكثر بقليل من 1000 طن متري ومع ألمانيا أكبر منتج للفحم البني في العالم عند 194.4 طن متري، والصين الثانية عند 100.6 طن متري 

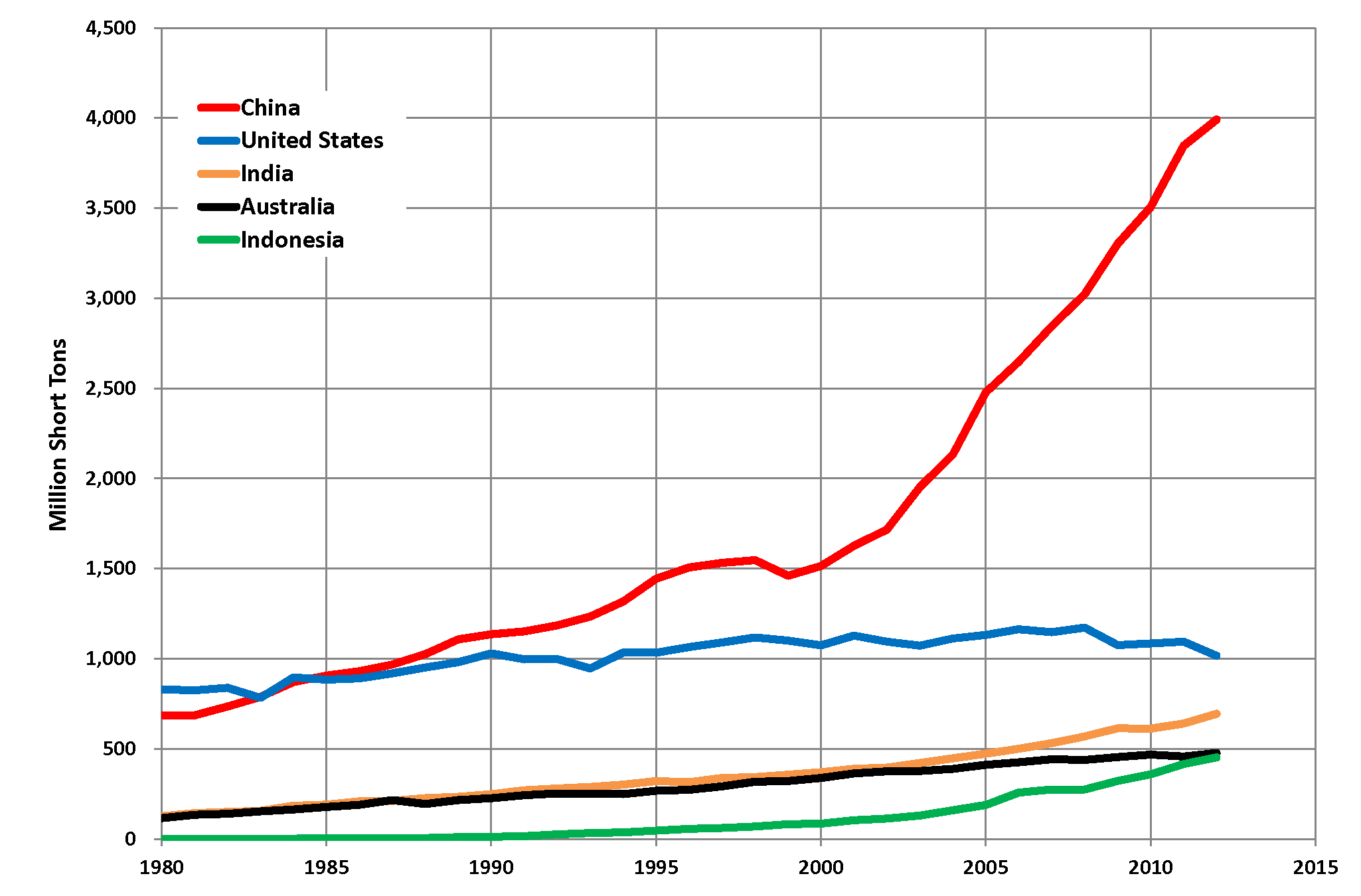
اتجاهات إنتاج الفحم 1980-2012 في أكبر خمس دول منتجة للفحم (الولايات المتحدة الأمريكية تقييم الأثر البيئي)

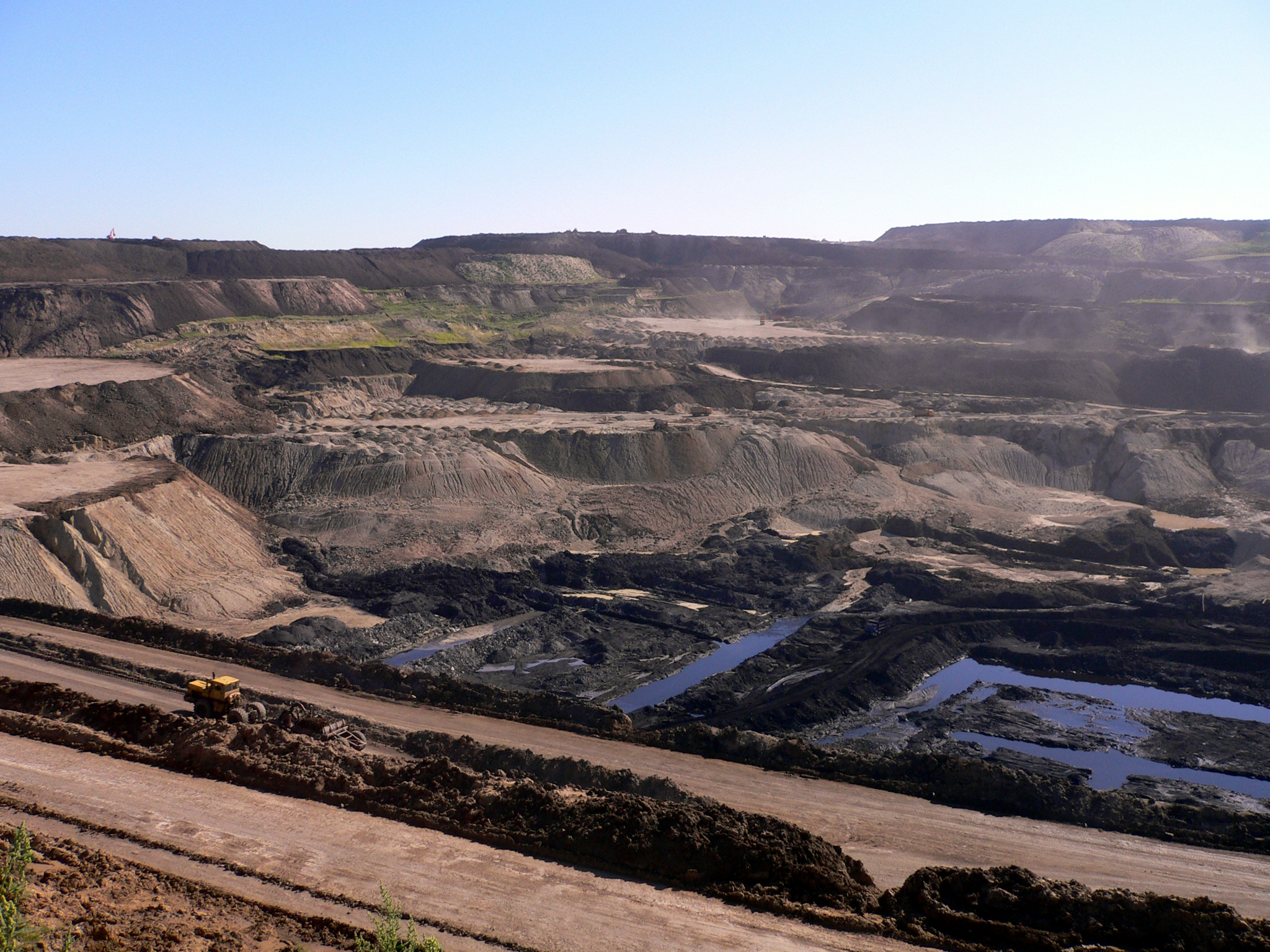
منجم الفحم في الصين

وقد نما إنتاج الفحم أسرع في آسيا، في حين انخفضت أوروبا. وأهم دول تعدين الفحم هي:
| البلد            | الإنتاج  |
| ---------------- | -------- |
| الصين            | 3,050 Mt |
| الولايات المتحدة | 973 Mt   |
| الهند            | 557 Mt   |
| استراليا         | 409 Mt   |
| روسيا            | 298 Mt   |
| اندونيسيا        | 252 Mt   |
| جنوب افريقيا     | 250 Mt   |
| بولندا           | 135 Mt   |
| كزخستان          | 101 Mt   |
| كلومبيا          | 75 Mt    |

ويستخدم معظم إنتاج الفحم في بلد المنشأ، حيث يتم تصدير نحو 16 في المائة من إنتاج الفحم الصلب.
وتتوافر احتياطيات الفحم في كل بلد تقريبا في جميع أنحاء العالم، مع احتياطيات قابلة للاسترداد في حوالي 70 بلدا. وعند مستويات الإنتاج الحالية ويقدر أن احتياطيات الفحم المؤكدة تصل إلى 147 سنة. ومع ذلك، فإن مستويات الإنتاج ليست بأي حال من الأحوال وهي في الواقع تزداد وبعض التقديرات تشير إلى أن ذروة الفحم يمكن أن تصل إلى العديد من البلدان مثل الصين وأمريكا بحلول عام 2030. وعادة ما يشار إلى احتياطيات الفحم على أنها إما (1) «الموارد» «قياس» + «المشار إليها» + «استدلال» = «الموارد» ثم عدد أصغر في كثير من الأحيان فقط 10-20٪ من «الموارد»، (2) «تشغيل الألغام» (روم) الاحتياطيات وأخيرا (3) «الاحتياطيات القابلة للتسويق»، والتي قد تكون 60٪ فقط من الاحتياطيات روم. [توضيح الحاجة] يتم تعيين معايير للاحتياطيات من قبل البورصات بالتشاور مع الجمعيات الصناعية على سبيل المثال في بلدان رابطة أمم جنوب شرقي آسيا احتياطيات المعايير تتبع خام الأسترالية المشتركة رمز لجنة الاحتياطيات (جورك) المستخدمة من قبل سوق الأوراق المالية الأسترالية.

## التعدين الحديثة

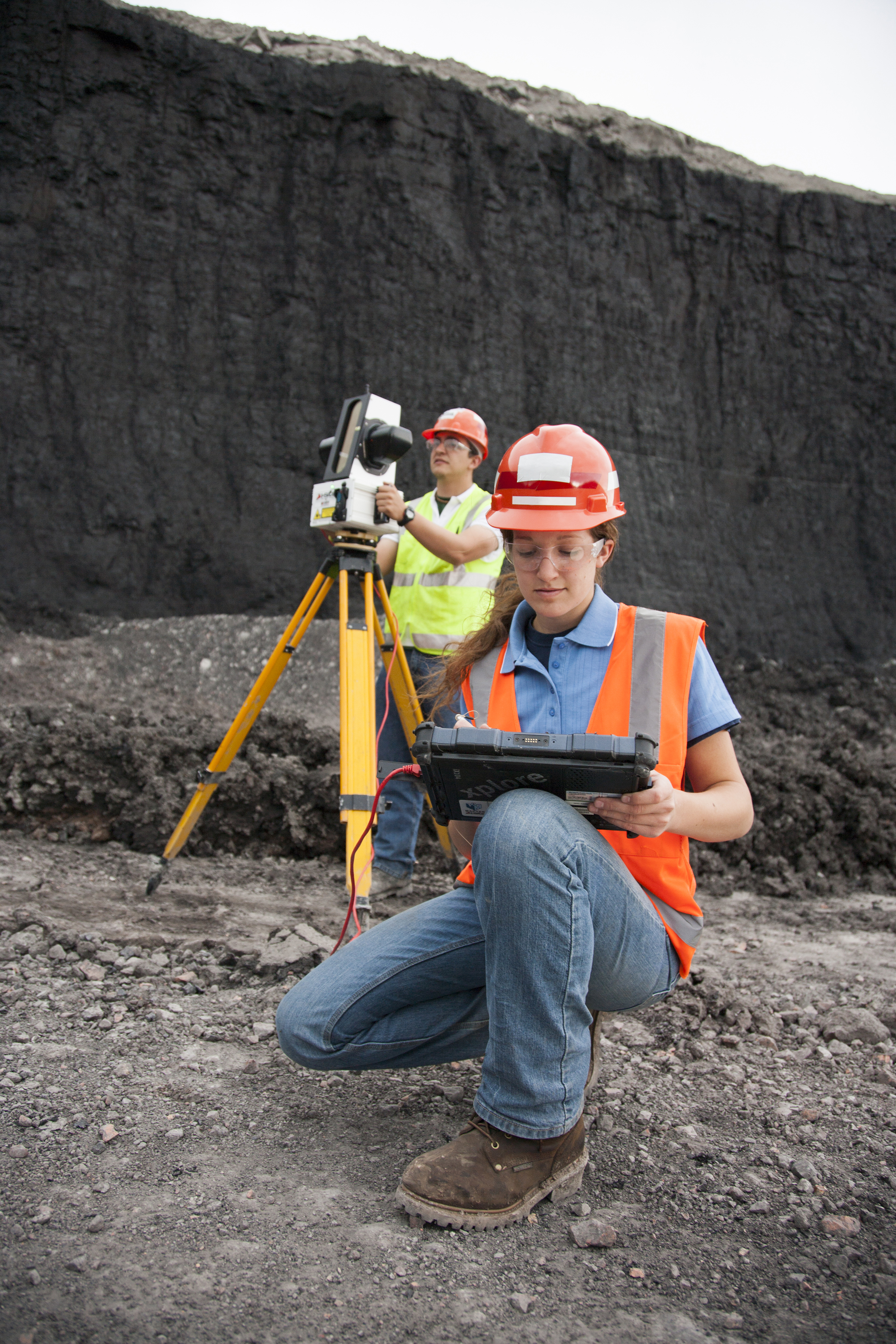
التنميط الليزرى لموقع المناجم من قبل عامل مناجم الفحم باستخدام مابتيك I موقع الماسح الضوئي ليزر في عام 2014

وقد جعلت التطورات التكنولوجية مناجم الفحم اليوم أكثر إنتاجية مما كانت عليه في أي وقت مضى لمواكبة التكنولوجيا واستخراج الفحم بأكبر قدر ممكن من الموظفين التعدين الحديثة يجب أن يكون من ذوي المهارات العالية ومدربين تدريبا جيدا في استخدام معقدة للدولة من بين فن الاجهزة والمعدات، العديد من الوظائف تتطلب أربع سنوات جامعية وقد أصبحت المعرفة الحاسوبية أيضا قيمة كبيرة في هذه الصناعة حيث أن معظم الآلات وشاشات السلامة محوسبة.
استخدام أجهزة الاستشعار المتطورة لمراقبة نوعية الهواء أمر شائع وحل محل استخدام الحيوانات الصغيرة مثل الكناري وغالبا ما يشار إليها باسم «الكناري مينر».
وفي الولايات المتحدة، أدت الزيادة في التكنولوجيا إلى انخفاض كبير في القوى العاملة في مجال التعدين في عام 2015 كان مناجم الفحم في الولايات المتحدة 65,971 موظفا وهو أدنى رقم منذ بدأ تقييم الأثر البيئي جمع البيانات في عام 1978. ومع ذلك أفادت دراسة أجريت عام 2016 أن استثمارا طفيفا نسبيا سيسمح لمعظم عمال الفحم بإعادة التدريب على صناعة الطاقة الشمسية.

## السلامة

### الأخطار التي تهدد عمال المناجم

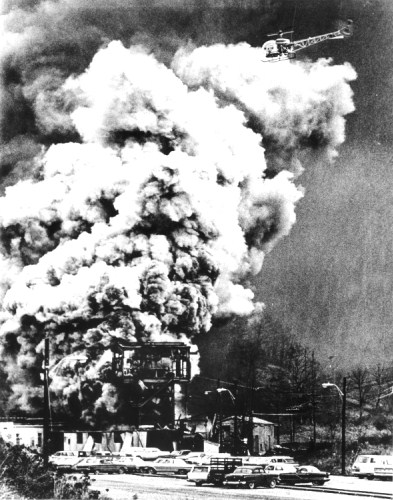
كارثة مناجم الفحم فارمنجتون يقتل 78 في ولاية فرجينيا الغربية الولايات المتحدة 1968.

ومن الناحية التاريخية كان تعدين الفحم نشاطا بالغ الخطورة وقائمة الكوارث التاريخية في تعدين الفحم هي قائمة طويلة في الولايات المتحدة وحدها قتل أكثر من 100,000 من عمال مناجم الفحم في حوادث في القرن العشرين 90٪ من الوفيات التي وقعت في النصف الأول من القرن توفي أكثر من 3200 شخص في عام 1907 وحده.
مخاطر التعدين السطحى هي أساسا فشل جدار المنجم وتصادم المركبات وتشمل مخاطر التعدين تحت الأرض الاختناق، والتسمم بالغاز، وانهيار السقف، وانفجارات الصخور، والانفجارات، وانفجارات الغاز.
إن انفجارات فيريدام يمكن أن تؤدي إلى انفجارات الغبار الأكثر خطورة والتي يمكن أن تجتاح حفرة كاملة ويمكن أن تنخفض معظم هذه المخاطر إلى حد كبير في المناجم الحديثة كما أن حوادث الوفيات المتعددة نادرة الآن في بعض أجزاء العالم المتقدم النمو وينتج التعدين الحديث في الولايات المتحدة حوالي 30 حالة وفاة سنويا بسبب حوادث المناجم.
على الرغم أنه في البلدان الأقل نموا وبعض البلدان النامية لا يزال العديد من عمال المناجم يموتون سنويا إما عن طريق الحوادث المباشرة في مناجم الفحم أو من خلال العواقب الصحية الضارة الناجمة عن العمل في ظل ظروف سيئة والصين على وجه الخصوص لديها أكبر عدد من الوفيات الناجمة عن تعدين الفحم في العالم مع وجود إحصاءات رسمية تدعي أن 627 6 حالة وفاة حدثت في عام 2004. للمقارنة، تم الإبلاغ عن 28 حالة وفاة في الولايات المتحدة في نفس العام. إنتاج الفحم في الصين هو ضعف ذلك في الولايات المتحدة  في حين أن عدد مناجم الفحم حوالي 50 مرة من الولايات المتحدة مما يجعل الوفيات في مناجم الفحم في الصين 4 مرات كما المشترك لكل عامل (108 أضعاف المشترك لكل وحدة الإنتاج) كما هو الحال في الولايات المتحدة.
ولا تزال كوارث المناجم تحدث في السنوات الأخيرة في الولايات المتحدة  ومن الأمثلة على ذلك كارثة ساجو الألغام عام 2006 وحادث الألغام في عام 2007 في منجم كراندال كانيون في ولاية يوتا، حيث قتل تسعة من عمال المناجم و 6 قذفوا. وفي العقد 2005-2014 بلغ متوسط وفيات تعدين الفحم في الولايات المتحدة 28 حالة في السنة  وكان أكثر الوفيات خلال العقد 2005-2014 48 عاما في عام 2010 وهو العام الذي وقع فيه كارثة الألغام الكبيرة في فرع فيرجينيا الغربية، مما أسفر عن مقتل 29 من عمال المناجم.

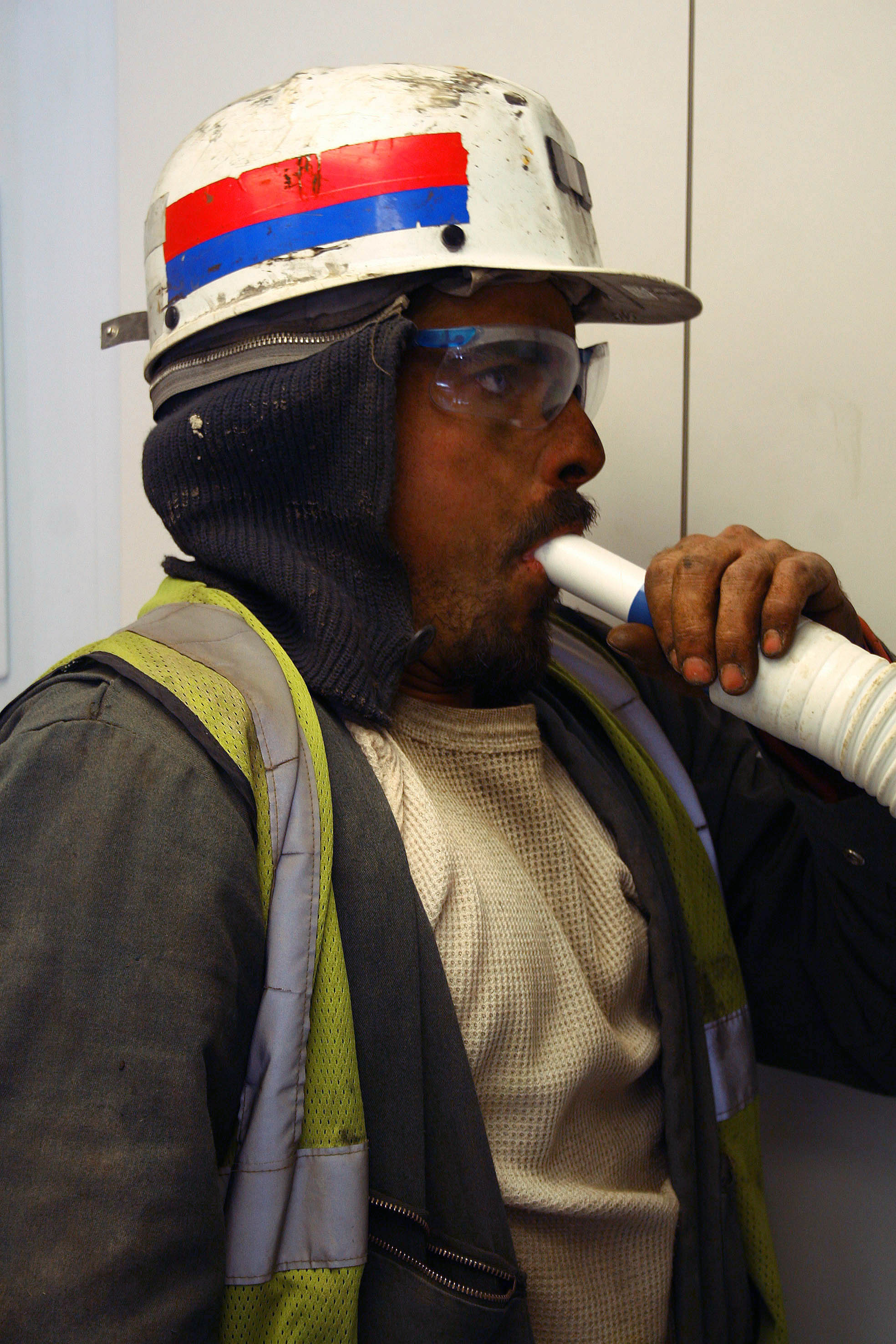
يمكن رصد عمال المناجم بانتظام لتقليل وظائف الرئة بسبب التعرض للغبار الفحم باستخدام قياس التنفس.

وكانت أمراض الرئة المزمنة مثل الرئة السوداء شائعة في عمال المناجم مما أدى إلى انخفاض متوسط العمر المتوقع وفي بعض البلدان التعدين لا تزال الرئة السوداء شائعة مع 4000 حالة جديدة من الرئة السوداء كل عام في الولايات المتحدة (4 في المئة من العمال سنويا) و 10,000 حالة جديدة كل عام في الصين (0.2 في المئة من العمال). وقد تكون المعدلات أعلى مما ذكر في بعض المناطق.
ويعرف البناء المنبثق عن الغاز الخطير باسم رطبة، ربما من الكلمة الألمانية «دامبف» التي تعني البخار أو البخار:
- الرطب الأسود: خليط من ثاني أكسيد الكربون والنيتروجين في منجم يمكن أن يسبب الاختناق ويتكون نتيجة للتآكل في الأماكن المغلقة لذلك إزالة الأكسجين من الغلاف الجوي.
- بعد الرطوبة: على غرار رطبة سوداء، بعد رطبة يتكون من أول أكسيد الكربون وثاني أكسيد الكربون والنيتروجين وأشكال بعد انفجار لغم.
- رطوبة الحريق: يتكون معظمها من غاز الميثان، وهو غاز قابل للاشتعال للغاية ينفجر بين 5٪ و 15٪ - في 25٪ يسبب الاختناق.
- رطوبة نتنه: سميت بذلك لرائحة البيض الفاسد من غاز كبريتيد الهيدروجين، رائحة نتن يمكن أن تنفجر وأيضا سامة جدا.
- الرطب الأبيض: الهواء الذي يحتوي على أول أكسيد الكربون الذي هو سامة، حتى في تركيزات منخفضة

### مخاطر من النفايات التعدين
في كارثة أبيرفان عام 1966 في ويلز انهارت طرف من المنجم مما أدى لاشتعال مدرسة وقتلت 116 طفلا و 28 شخصا بالغين وتشمل الحوادث الأخرى التي تنطوي على نفايات الفحم تسرب طين الفحم في مقاطعة مارتن (الولايات المتحدة الأمريكية، 2000) وانسكاب منجم فحم جبل أوبيد (كندا، 2013).

### تحسينات للسلامة
وقد أدت التحسينات التي طرأت على أساليب التعدين (مثل التعدين في الجدران الطويلة) ورصد الغازات الخطرة (مثل مصابيح السلامة أو أجهزة رصد الغاز الإلكترونية الحديثة) وتصريف الغاز، والمعدات الكهربائية، والتهوية إلى تقليل العديد من مخاطر سقوط الصخور والانفجارات والهواء غير الصحي جودة ويمكن استعادة الغازات التي يتم إطلاقها أثناء عملية التعدين لتوليد الكهرباء وتحسين سلامة العمال بمحركات الغاز. وهناك ابتكار آخر في السنوات الأخيرة يتمثل في استخدام أجهزة التنفس الهروب الدائرة المغلقة وأجهزة التنفس التي تحتوي على الأوكسجين في الحالات التي تتعرض فيها تهوية الألغام للخطر. وتظهر التحليلات الإحصائية التي أجرتها إدارة السلامة والصحة في مناجم الألغام التابعة لوزارة العمل الأمريكية أن الصناعة خفضت بين عامي 1990 و 2004 معدل الإصابات بأكثر من النصف والوفيات بمقدار الثلثين ومع ذلك وفقا لمكتب إحصاءات العمل حتى في عام 2006 ظل التعدين ثاني أخطر احتلال في أمريكا عند قياسه بمعدل الوفيات [تحقق من المصدر]ومع ذلك فإن هذه الأرقام تشمل جميع التعدين مع استخراج النفط والغاز والمساهمة في معظم الوفيات; أدى استخراج الفحم إلى 47 حالة وفاة فقط في تلك السنة.

## التأثيرات البيئية

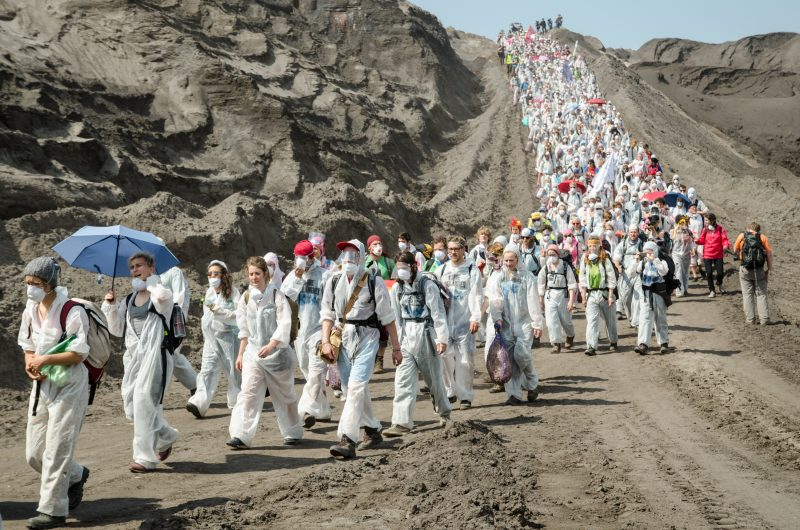
ناشطون بيئيون يعرقلون مناجم الفحم لتعزيز التخلص من الوقود الأحفوري

ويمكن أن يؤدي استخراج الفحم إلى عدد من الآثار الضارة على البيئة.
فالتعدين السطحي للفحم يزيل تماما الغطاء النباتي القائم ويدمر التربة الجينية ويؤدي إلى تشريد أو تدمير الحياة البرية ويؤدي إلى تدهور نوعية الهواء ويغير الاستخدامات الحالية للأراضي ويغير إلى حد ما بشكل دائم التضاريس العامة لمنطقة المنجم  وهذا غالبا ما يؤدي إلى المناظر الطبيعية ندوب مع أي قيمة ذات المناظر الخلابة ومما يزيد من القلق أن حركة وتخزين وإعادة توزيع التربة أثناء التعدين يمكن أن تعطل مجتمع الكائنات الدقيقة في التربة وبالتالي عمليات ركوب المغذيات وإعادة التأهيل أو الاستصلاح يخفف من بعض هذه المخاوف وهو مطلوب بموجب القانون الاتحادي الأمريكي وعلى وجه التحديد قانون التحكم في التعدين واستصلاح التعدين لعام 1977.
ويمكن أن تؤدي مقالب المناجم (المخلفات) إلى تصريف المنجم الأحماض التي يمكن أن تتسرب إلى المجاري المائية ومستودعات المياه الجوفية وما يترتب على ذلك من آثار على الصحة الإيكولوجية والبشرية.
إذا انهارت أنفاق المناجم تحت الأرض فإنها تسبب هبوط الأرض ويمكن أن يؤدي الهبوط إلى إلحاق أضرار بالمباني ويعطل تدفق الأنهار عن طريق التدخل في الصرف الطبيعي.
ويشكل إنتاج الفحم مساهما رئيسيا في الاحترار العالمي إذ أن حرق الفحم يولد كميات كبيرة من ثاني أكسيد الكربون ويمكن لعمليات التعدين إطلاق غاز الميثان المعروف باسم غازات الدفيئة المعروفة في الغلاف الجوي وتعمل صناعة تعدين الفحم على تحسين صورتها العامة.

## استخراج الفحم حسب البلد

أكبر ستة بلدان من إنتاج الفحم في عام 2015 على النحو الذي تحدده وكالة معلومات الطاقة الأمريكية.

كان أعلى 10 منتجين للفحم الصلب والبني في عام 2012 (بملايين الأطنان المترية): الصين 3,621 والولايات المتحدة 922 والهند 629 وأستراليا 432 وإندونيسيا 410 وروسيا 351 وجنوب أفريقيا 261 وألمانيا 196 وبولندا 144 وكازاخستان 122.

### أستراليا
يتم استخراج الفحم في كل ولاية من أستراليا ولكن أساسا في كوينزلاند ونيو ساوث ويلز وفيكتوريا وهي تستخدم في الغالب لتوليد الكهرباء ويتم تصدير 75٪ من إنتاج الفحم السنوي معظمها إلى شرق آسيا.
في عام 2007 تم استخراج 428 مليون طن من الفحم في أستراليا  في عام 2007 وفر الفحم حوالي 85٪ من إنتاج الكهرباء في أستراليا  وفي السنة المالية 2008/2009 تم استخراج 487 مليون طن من الفحم وتم تصدير 261 مليون طن  وفي السنة المالية 2013/2014، تم استخراج 430.9 مليون طن من الفحم وتم تصدير 375.1 مليون طن  في 2013/2014 وفر الفحم حوالي 69٪ من إنتاج الكهرباء في أستراليا.
في عام 2013 كانت أستراليا خامس أكبر منتج للفحم في العالم بعد الصين والولايات المتحدة والهند وإندونيسيا ومع ذلك من حيث نسبة الإنتاج المصدرة أستراليا هي ثاني أكبر مصدر للفحم في العالم حيث أنها تصدر ما يقرب من 73٪ من إنتاج الفحم وتصدر إندونيسيا نحو 87٪ من إنتاج الفحم.

### كندا
وقد احتلت كندا المرتبة الخامسة عشرة في إنتاج الفحم في العالم في عام 2010 حيث بلغ إنتاجها الإجمالي 67.9 مليون طن وتقع احتياطيات الفحم في كندا وهي ثاني أكبر احتياطيات الفحم في العالم في مقاطعة ألبرتا.
كانت أول مناجم الفحم في أمريكا الشمالية تقع في جوجينز وبورت مورين، نوفا سكوتيا، التي استخرجها المستوطنون الفرنسيون ابتداء من أواخر 1600s تم استخدام الفحم للحامية البريطانية في أنابوليس رويال وفي بناء قلعة لويزبورغ.

### تشيلي
بالمقارنة ببلدان أمريكا الجنوبية الأخرى فإن تشيلي لديها موارد محدودة من الفحم والأرجنتين فقط هي نفسها فقيرة  الفحم هو تشيلي في الغالب شبه البيتومين باستثناء الفحم القارى من حوض أراوكو في وسط شيلي.

### الصين
جمهورية الصين الشعبية هي إلى حد بعيد أكبر منتج للفحم في العالم، وتنتج أكثر من 2.8 مليار طن من الفحم في عام 2007، أو ما يقرب من 39.8 في المائة من جميع الفحم المنتج في العالم خلال تلك السنة وعلى سبيل المقارنة أنتجت ثاني أكبر منتج، الولايات المتحدة، أكثر من 1.1 مليار طن في عام 2007. ويقدر عدد الأشخاص الذين يعملون في صناعة تعدين الفحم في الصين بنحو 5 ملايين شخص. ويموت ما يقرب من 20 ألف عامل من عمال المناجم في حوادث كل عام. معظم الألغام الصينية عميقة تحت الأرض ولا تنتج انقطاع سطح نموذجي من الألغام الشريط. وعلى الرغم من وجود بعض الأدلة على استصلاح الأراضي الملغومة لاستخدامها كمنتزهات فإن الصين لا تحتاج إلى استصلاح واسع النطاق وتخلق مساحات كبيرة من الأراضي الملغومة المهجورة، وهي غير صالحة للزراعة أو الاستخدامات البشرية الأخرى، وتتعرض للحياة البرية الأصلية وكثيرا ما تعاني الألغام الصينية تحت الأرض من هبوط حاد في السطح (6-12 مترا)، مما يؤثر سلبا على الأراضي الزراعية لأنه لم يعد يستنزف جيدا. وتستخدم الصين بعض مناطق الهبوط في أحواض الاستزراع المائي ولكن لديها أكثر مما تحتاجه لهذا الغرض. إن استصلاح الأرض المستنقعة مشكلة كبيرة في الصين. لأن معظم الفحم الصيني هو للاستهلاك المحلي، ويحرق مع قليل أو معدوم معدات مكافحة تلوث الهواء فإنه يساهم إلى حد كبير في الدخان المرئي وتلوث الهواء الشديد في المناطق الصناعية باستخدام الفحم للوقود وتستخدم الطاقة الإجمالية للصين 67٪ من مناجم الفحم.

### كولومبيا

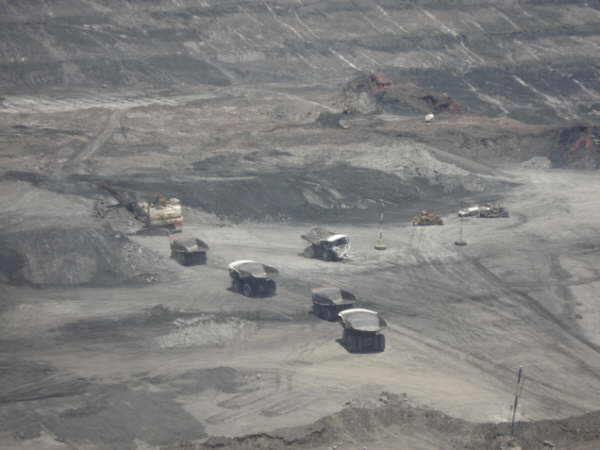
منجم فحم سطحى في سيريجون

بعض من أكبر احتياطيات الفحم في العالم تقع في أمريكا الجنوبية ومنجم أوبنكاست في سيريجون في كولومبيا هي واحدة من أكبر مناجم حفرة مفتوحة في العالم بلغ إنتاج المنجم في عام 2004 24.9 مليون طن (مقارنة مع إجمالي إنتاج الفحم الصلب العالمي من 4600 مليون طن). وساهمت سيريجون بحوالى نصف صادرات الفحم الكولومبية من 52 مليون طن في ذلك العام واحتلت كولومبيا المركز السادس بين الدول الرئيسية المصدرة للفحم وتعتزم الشركة توسيع الإنتاج ليصل إلى 32 مليون طن بحلول عام 2008. ولدى الشركة خط سكة حديد قياسي قياسه 150 كيلومترا يربط المنجم بمحطة تحميل الفحم في بويرتو بوليفار على ساحل البحر الكاريبي وهناك نوعان من القطارات 120 سيارة كل منها يحمل 12,000 طن من الفحم لكل رحلة. تستغرق الرحلة ذهابا وإيابا لكل قطار، بما في ذلك التحميل والتفريغ حوالي 12 ساعة وتستطيع مرافق الفحم في الميناء تحميل 4,800 طن في الساعة على سفن تصل إلى 175,000 طن من الوزن الميت ويعمل المنجم والسكك الحديدية والميناء 24 ساعة في اليوم. وتوظف «سيريجون» مباشرة 4,600 عامل بالإضافة إلى 3,800 موظف يعملون من قبل المقاولين. الاحتياطيات في سيريجون هي منخفضة الكبريت، منخفضة الرماد، والفحم البيتومين. يستخدم الفحم في الغالب لتوليد الطاقة الكهربائية مع بعض تستخدم أيضا في صناعة الصلب. أما الاحتياطيات القابلة للتعدين في هذا العقد فهي 330 مليون طن ومع ذلك يبلغ مجموع الاحتياطيات المؤكدة بعمق 300 متر 3000 مليون طن.
وقد تم إلقاء اللوم على توسع منجم سيريجون بسبب التهجير القسري للمجتمعات المحلية.

### ألمانيا
ألمانيا لديها تاريخ طويل من تعدين الفحم وبالعودة إلى العصور الوسطى فالتعدين في الفحم زاد بشكل كبير خلال الثورة الصناعية والعقود التالية ومناطق التعدين الرئيسية كانت حول آخن ومنطقة روهر وسار جنبا إلى جنب مع العديد من المناطق الصغيرة في أجزاء أخرى من ألمانيا وقد نمت هذه المناطق وشكلت من قبل تعدين الفحم ومعالجة الفحم وهذا لا يزال مرئيا حتى بعد نهاية مناجم الفحم.
بلغ استخراج الفحم ذروته في النصف الأول من القرن العشرين بعد عام 1950 بدأ منتجى الفحم في النضال ماليا وفي عام 1975 أدخلت إعانة (كوهليبنيغ) في عام 2007 وقرر البوندستاغ إنهاء الإعانات بحلول عام 2018 ونتيجة لذلك أعلن راج أكتينجيسلزشافت صاحب مناجم الفحم المتبقية في ألمانيا أنه سيتم إغلاق جميع المناجم بحلول عام 2018 وبالتالي إنهاء استخراج الفحم في ألمانيا.

### الهند
إن استخراج الفحم في الهند له تاريخ طويل من الاستغلال التجاري بدءا من عام 1774 مع جون سومنر وسويتونيوس غرانت هيتلي من شركة الهند الشرقية في حقل رانيجانج على طول الضفة الغربية لنهر دامودار وظل الطلب على الفحم منخفضا حتى إدخال قاطرات البخار في عام 1853 وبعد ذلك ارتفع الإنتاج إلى متوسط سنوي قدره 1 طن متري وأنتجت الهند 6.12 مليون طن سنويا بحلول عام 1900 و 18 مليون طن سنويا بحلول عام 1920 بعد زيادة الطلب في العالم الأول الحرب ولكن ذهبت من خلال الركود في أوائل الثلاثينيات ووصل الإنتاج إلى مستوى 29 مليون طن بحلول عام 1942 و 30 مليون طن بحلول عام 1946 وبعد الاستقلال شرعت البلاد في خطط التنمية الخمسية في بداية الخطة الأولى ارتفع الإنتاج السنوي إلى 33 مليون طن. وخلال فترة الخطة الأولى تم الشعور بالحاجة إلى زيادة إنتاج الفحم بكفاءة من خلال التطوير المنهجي والعلمي لصناعة الفحم وكان إنشاء المؤسسة الوطنية لتطوير الفحم وهي حكومة من الهند، في عام 1956، مع الكولييرات المملوكة للسكك الحديدية كنواة لها أول خطوة رئيسية نحو التطوير المخطط له في صناعة الفحم الهندي جنبا إلى جنب مع شركة سينغاريني كوليريز المحدودة (SCCL) التي كانت تعمل بالفعل منذ عام 1945 والتي أصبحت شركة حكومية تحت سيطرة حكومة ولاية اندرا براديش في عام 1956 وبالتالي كان الهند اثنين من شركات الفحم الحكومية في الخمسينات SCCL هو الآن مشروع مشترك من حكومة تيلانجانا وحكومة الهند.

### اليابان

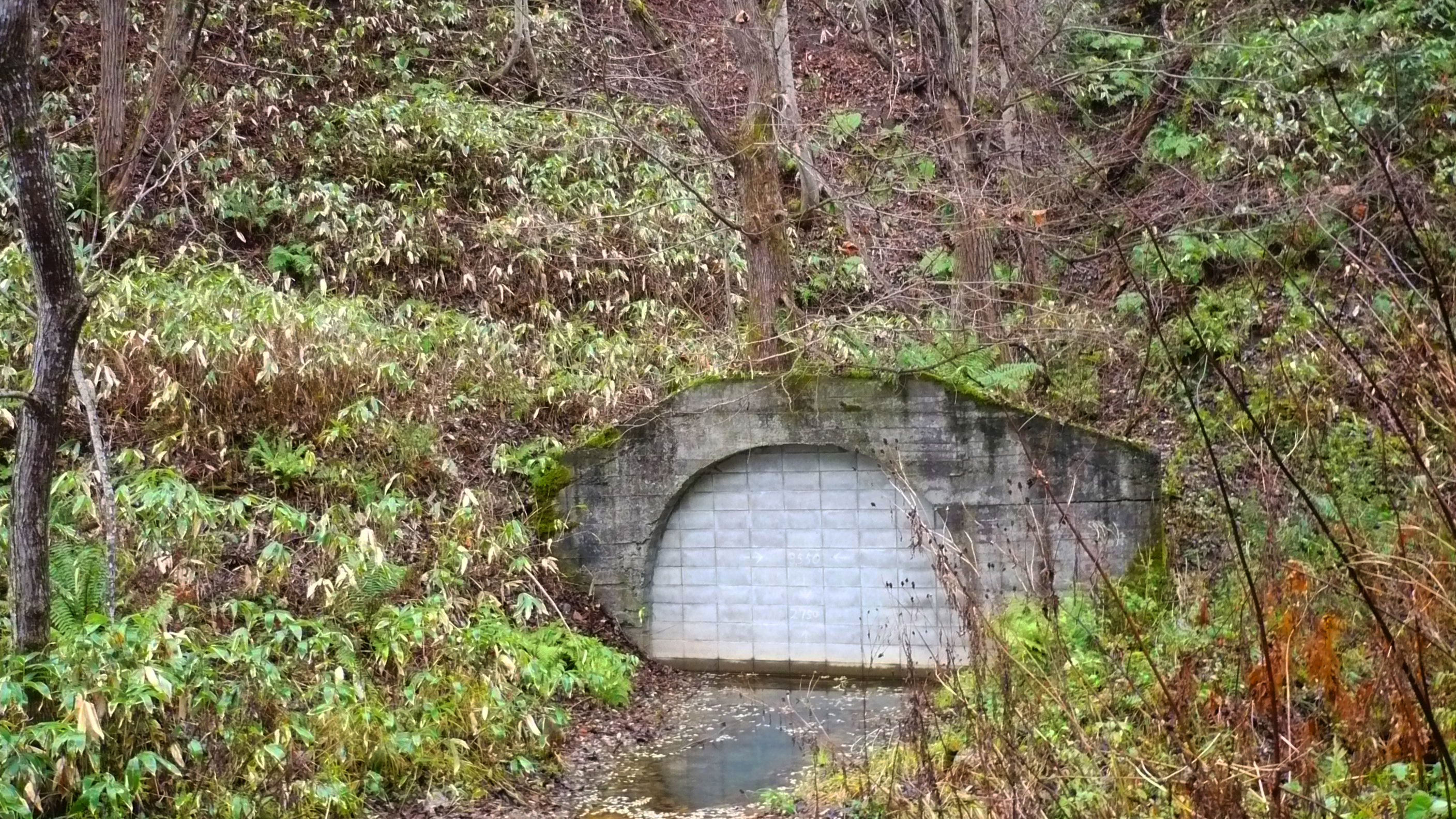
و دايكودو (抗 道 道)، المحرر الأول من منجم هوروناي (1879). (المعروف أيضا باسم أوتواك (羽 坑 坑))

قد تم العثور على أغنى ودائع الفحم اليابانية في هوكايدو وكيوشو.
اليابان لديها تاريخ طويل من استخراج الفحم يعود إلى العصور الوسطى اليابانية ويقال أن الفحم اكتشف لأول مرة في عام 1469 من قبل زوجين يعملان بالزراعة بالقرب من Ōmuta، وسط كيوشو في عام 1478، اكتشف المزارعون حرق الحجارة في شمال الجزيرة مما أدى إلى استغلال حقل شيكوهو.
بعد التصنيع الياباني تم اكتشاف حقول فحم إضافية في شمال اليابان وكانت المناجم الأولى في هوكايدو منجم فحم هوكوتان هوروناي.

### روسيا
وقد احتلت روسيا المرتبة الخامسة بين أكبر دولة منتجة للفحم في عام 2010 حيث بلغ إنتاجها الإجمالي 316.9 مليون طن وتمتلك روسيا ثاني أكبر احتياطي للفحم في العالم. وتتقاسم روسيا والنرويج موارد الفحم في أرخبيل القطب الشمالي في سفالبارد بموجب معاهدة سفالبارد.[بحاجة لمصدر]

### اسبانيا
وقد صنفت إسبانيا كبلد إنتاج الفحم الثلاثين في العالم في عام 2010 وكان عمال مناجم الفحم في إسبانيا نشطين في الحرب الأهلية الإسبانية مع الجانب الجمهوري وفي تشرين الأول / أكتوبر 1934 في أستورياس عانى عمال المناجم النقابيون وغيرهم من الحصار لمدة خمسة عشر يوما في أوفييدو وخيخون وهناك متحف مخصص لتعدين الفحم في منطقة كاتالونيا وسمى متحف مناجم سيرس .

### جنوب افريقيا
جنوب أفريقيا هي واحدة من أكبر عشر دول منتجة للفحم  ورابع أكبر دولة مصدرة للفحم في العالم.

### تايوان

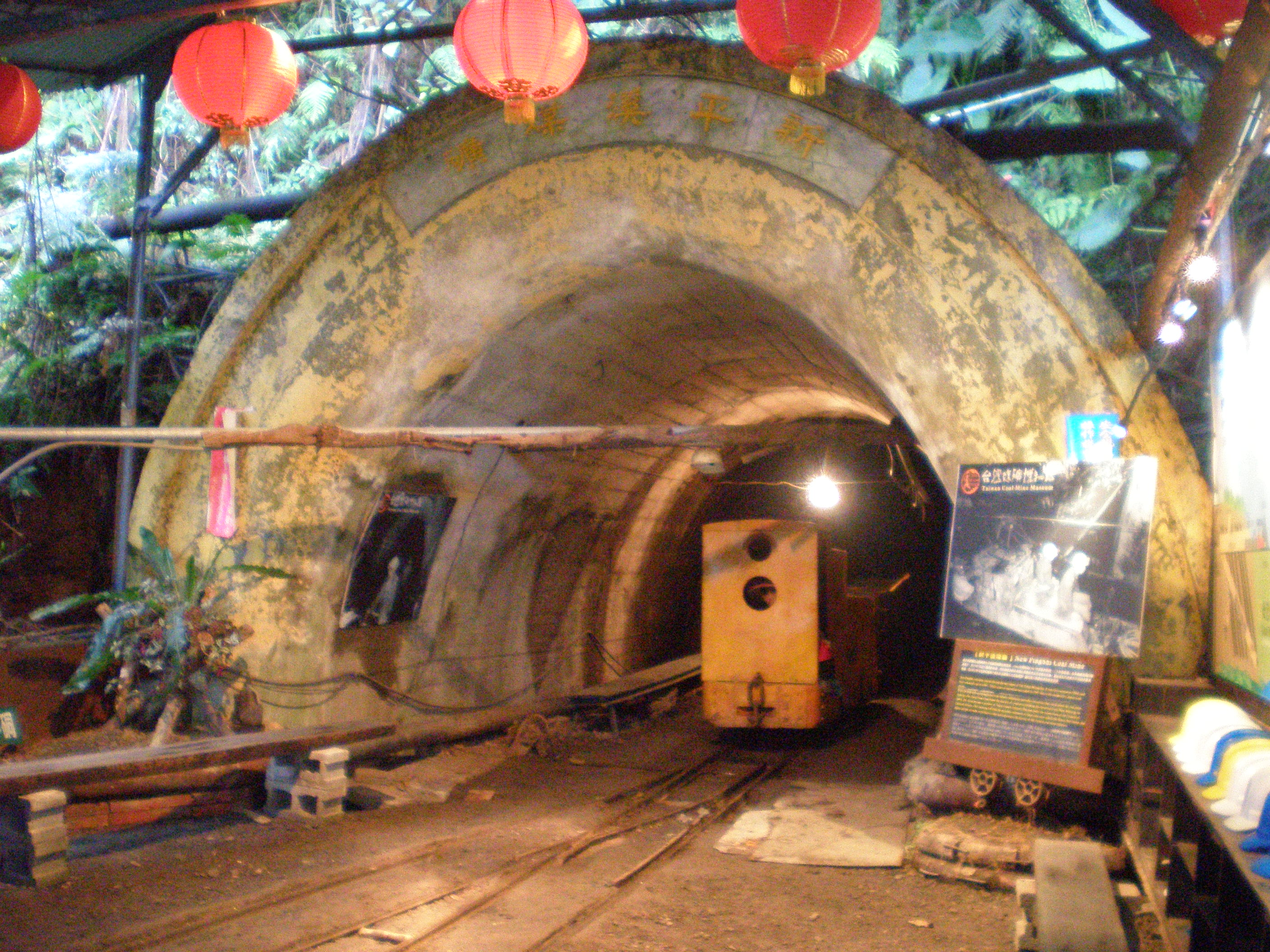
منجم فحم مهجور في بينغشى تايبيه الجديدة.

في تايوان يتم توزيع الفحم بشكل رئيسي في المنطقة الشمالية ووقعت جميع الرواسب التجارية للفحم في ثلاثة تشكيلات حاملة للفحم من الميوسين في العلوي والوسطى والسفلى وكانت تدابير الفحم الأوسط أهمها بتوزيعها الواسع وعدد كبير من أسرة الفحم واحتياطياتها الضخمة المحتملة وتايوان لديها احتياطيات الفحم يقدر أن يكون 100-180 طن متري غير أن إنتاج الفحم كان صغيرا إذ بلغ 948 6 طنا متريا شهريا من 4 حفر قبل أن يتوقف عن الإنتاج بفعالية في عام 2000. تحول منجم الفحم المهجور في منطقة بينغكسي، نيو تايبيه الآن إلى متحف منجم فحم تايوان.

### أوكرانيا
في عام 2012 بلغ إنتاج الفحم في أوكرانيا 85.946 مليون طن بزيادة 4.8٪ عن عام 2011. وارتفع استهلاك الفحم في نفس العام إلى 61.207 مليون طن بزيادة 6.2٪ مقارنة مع عام 2011.
أكثر من 90 في المئة من إنتاج الفحم في أوكرانيا يأتي من حوض دونيتس وتوظف صناعة الفحم[ ؟ ] في البلاد حوالي 500,000 شخص. تعد مناجم الفحم الأوكرانية من أخطر مناجم الفحم في العالم والحوادث شائعة. وعلاوة على ذلك فإن البلد يعاني من مناجم غير مشروعة خطيرة للغاية.

### المملكة المتحدة

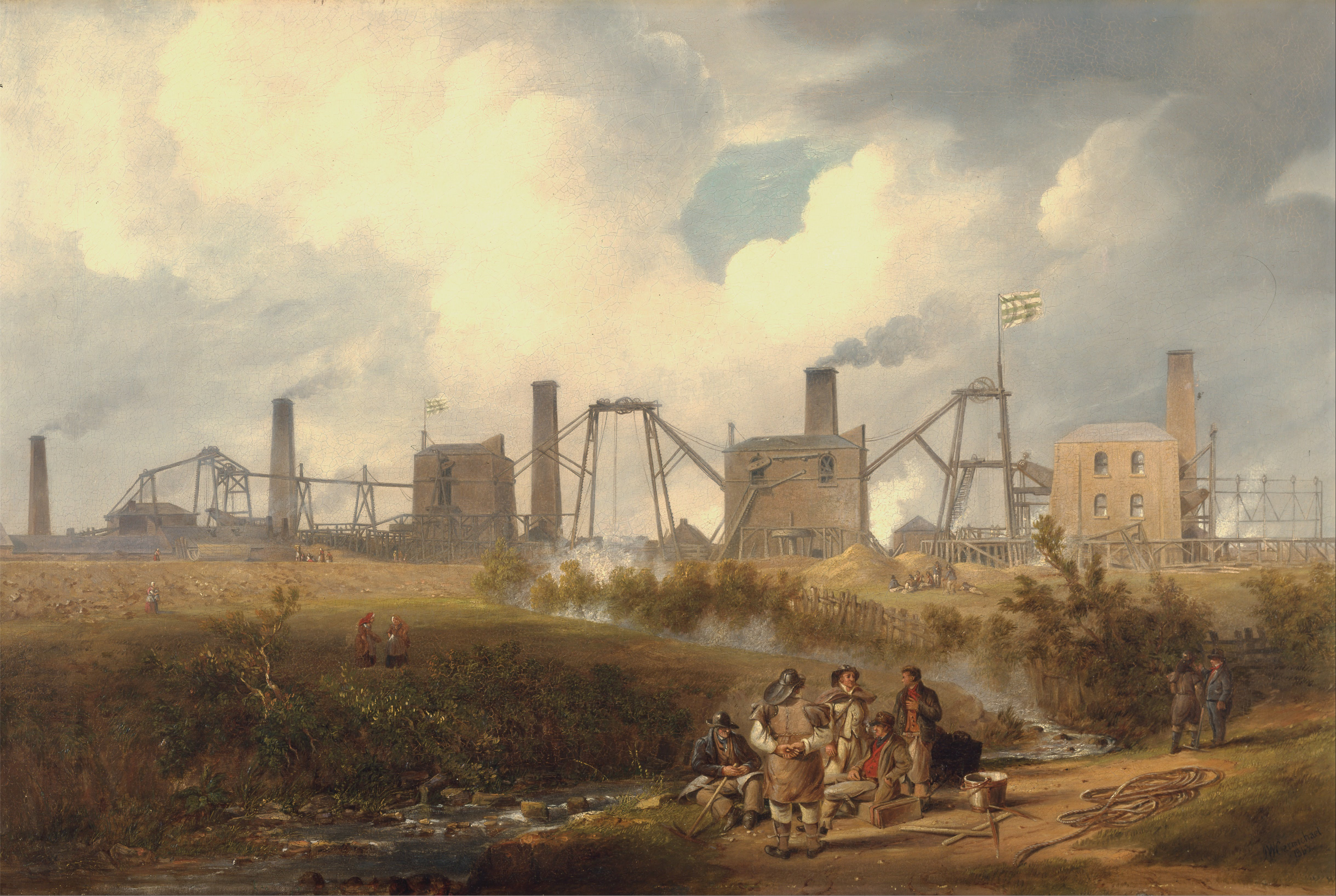
منظر على مقربة من سيهام بالمملكة المتحدة 1843

قبل الثورة الصناعية تم استخدام الكثير من الفحم بالقرب من إنتاجه على الرغم من أن هناك تجارة نشطة على طول ساحل بحر الشمال تزود الفحم إلى يوركشاير ولندن.
وقد تم تطوير العديد من حقول الفحم في الثورة الصناعية وكان أقدمهم في نيوكاسل ودورهام جنوب ويلز والحزام المركزي في اسكتلندا والميدلاندز مثل تلك الموجودة في كوالبروكديل وكان أقدم المناجم العميقة التي تعمل بشكل مستمر في المملكة المتحدة هو برج كوليري في حقل ويلز ساوث ويلز. وقد تم تطوير هذه المنجم في عام 1805، واشتريها عمال المناجم في نهاية القرن العشرين لمنعها من إغلاقها وأغلق برج كوليري أخيرا في 25 كانون الثاني / يناير 2008.
وقد صنفت المملكة المتحدة كبلد لإنتاج الفحم الرابع والعشرين في العالم في عام 2010 حيث بلغ إنتاجها الإجمالي 18.2 مليون طن ومن المحتمل أن يعود تعدين الفحم في المملكة المتحدة إلى العصر الروماني؛ زاد إنتاج الفحم بشكل ملحوظ خلال الثورة الصناعية في القرن التاسع عشر ووصل إلى ذروته خلال الحرب العالمية الأولى ونتيجة لتاريخه الطويل مع الفحم انخفضت احتياطيات الفحم القابلة للاسترداد اقتصاديا في بريطانيا وأكثر من ضعف الفحم الذي يتم استيراده الآن أنتجت.

### الولايات المتحدة الأمريكية

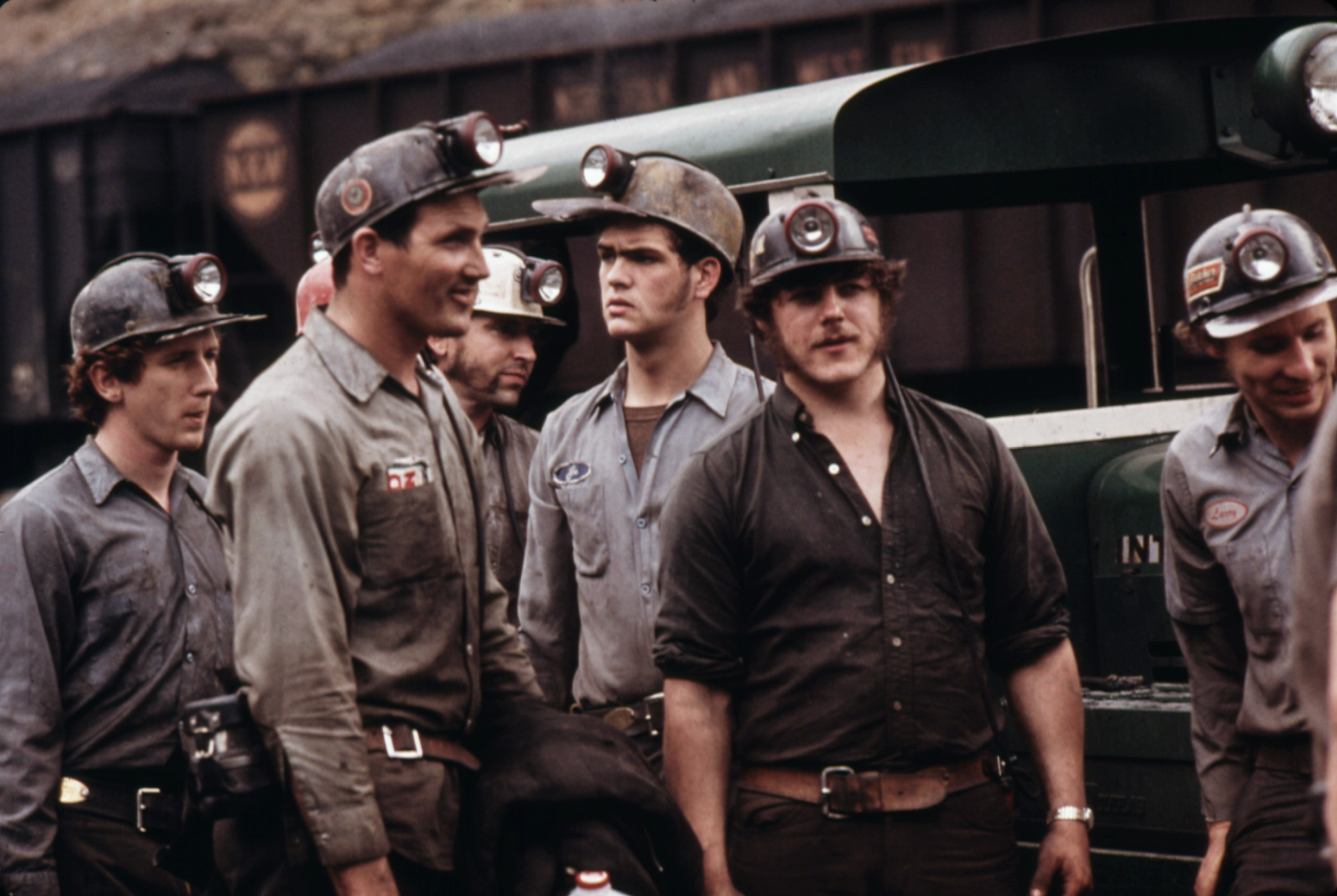
عمال المناجم في منجم فرجينيا بوكاهونتاس للفحم في عام 1974

تم استخراج الفحم في أمريكا[ ؟ ] في أوائل القرن الثامن عشر وبدأ التعدين التجاري حوالي 1730 في ميدلوثيان، فيرجينيا.
وظلت الحصة الأمريكية من إنتاج الفحم العالمي ثابتة عند حوالي 20 في المائة في الفترة من 1980 إلى 2005 أي بنحو بليون طن في السنة واحتلت الولايات المتحدة المرتبة الثانية من حيث أعلى دولة منتجة للفحم في العالم في عام 2010 وتمتلك أكبر احتياطيات الفحم في العالم. في عام 2008 ذكر الرئيس جورج بوش أن الفحم هو المصدر الأكثر موثوقية للكهرباء. ومع ذلك في عام 2011 قال الرئيس باراك أوباما أن الولايات المتحدة يجب أن تعتمد أكثر على مصادر «نظيفة» للطاقة التي تنبعث من التلوث أو أقل من ثاني أكسيد الكربون. لوقت في حين أن استهلاك الفحم المحلي للطاقة الكهربائية كان يجري تشريده من الغاز الطبيعي والصادرات في زيادة  وارتفعت صادرات الفحم الصافية الأمريكية تسعة أضعاف في الفترة من 2006 إلى 2012 وبلغت ذروتها في 117 مليون طن قصير في عام 2012 ثم انخفضت إلى 63 مليون طن في عام 2015 في عام 2015 ذهب 60٪ من صافي الصادرات الأمريكية إلى أوروبا و 27٪ ويأتي بشكل متزايد من مناجم الشريط في غرب الولايات المتحدة، مثل من حوض نهر بودر في وايومنغ ومونتانا.
وقد جاء الفحم تحت ضغط الأسعار المستمر من الغاز الطبيعي ومصادر الطاقة المتجددة، مما أدى إلى انخفاض سريع للفحم في الولايات المتحدة والعديد من الإفلاسات ملحوظ بما في ذلك بيبودي الطاقة. وفي 13 نيسان / أبريل 2016، أفادت أن عائداتها انخفضت بنسبة 17 في المائة مع انخفاض أسعار الفحم وأنها فقدت ملياري دولار في العام السابق. ثم رفعت إفلاس الفصل 11 في 13 أبريل 2016. وناقشت مجلة هارفارد بيزنس ريفيو إعادة تدريب العاملين في مجال الفحم لتشغيل الطاقة الشمسية الضوئية بسبب الارتفاع السريع في الوظائف الشمسية في الولايات المتحدة. وأشارت دراسة أجريت في عام 2016 إلى أن ذلك ممكن من الناحية التقنية ولن يمثل سوى 5 في المائة من الإيرادات الصناعية من سنة واحدة لتزويد عمال الفحم بأمن وظيفي في صناعة الطاقة ككل.
تعهد الرئيس دونالد ترامب بإعادة وظائف الفحم خلال الانتخابات الرئاسية الأمريكية في عام 2016 وأعلن الرئيس عن خطط للحد من حماية البيئة لكن مراقبي الصناعة حذروا من أن ذلك قد لا يؤدي إلى ازدهار وظائف التعدين 

## للقراءة المتعمقة
- Daniel Burns. The modern practice of coal mining (1907)
- Chirons, Nicholas P. Coal Age Handbook of Coal Surface Mining (ISBN 0-07-011458-7)
- Hamilton, Michael S. Mining Environmental Policy: Comparing Indonesia and the USA (Burlington, VT: Ashgate, 2005). (ISBN 0-7546-4493-6).
- Hayes, Geoffrey. Coal Mining (2004), 32 pp
- Hughes. Herbert W, A Text-Book of Mining: For the use of colliery managers and others (London, many editions 1892-1917), the standard British textbook for its era.
- Kuenzer, Claudia. Coal Mining in China (In: Schumacher-Voelker, E., and Mueller, B., (Eds.), 2007: BusinessFocus China, Energy: A Comprehensive Overview of the Chinese Energy Sector. gic Deutschland Verlag, 281 pp., ISBN 978-3-940114-00-6 pp. 62–68)
- National Energy Information Center. "Greenhouse Gases, Climate Change, Energy". مؤرشف من الأصل في 2011-05-23. اطلع عليه بتاريخ 2007-10-16.
- Charles V. Nielsen and George F. Richardson. 1982 Keystone Coal Industry Manual (1982)
- Saleem H. Ali. "Minding our Minerals, 2006."
- A.K. Srivastava. Coal Mining Industry in India (1998) (ISBN 81-7100-076-2)
- Department of Trade and Industry, UK. "The Coal Authority". مؤرشف من الأصل في 2008-10-13. اطلع عليه بتاريخ 2007-10-16.
- Tonge, James. The principles and practice of coal mining (1906)
- Woytinsky, W. S., and E. S. Woytinsky. World Population and Production Trends and Outlooks (1953) pp 840–881; with many tables and maps on the worldwide coal industry in 1950

## روابط خارجية
- Abandoned Mine Research
- Methods of mining – لمحة عامة ورسم أساليب التعدين الفحم
- Coal Mining in the British Isles (Northern Mine Research Society)
- المتحف الوطني لمنجم فحم بإنغلاند
- Purdue University –البترول والفحم